# Asso (Italia)
Asso (AFI: [ˈasːo], Ass in dialetto vallassinese, AFI: /ˈas/) è un comune italiano di 3 527 abitanti della provincia di Como in Lombardia. Questo antichissimo borgo (i primi insediamenti risalgono al 2000 a.C.) è il capoluogo della Valle Assina o Vallassina, equidistante dai due rami del lago di Como e dotata ab immemorabile di autonomia religioso-amministrativa sotto forma di pieve arcivescovile (ancora oggi, il prevosto di Asso ha di diritto per tutto il tempo del suo mandato il titolo di monsignore).
Dal 1183 ebbe propri statuti civili e penali, in sudditanza "in temporalibus et spiritualibus" all'arcivescovo di Milano. Il dominio temporale degli arcivescovi terminò sotto Giovanni Maria Visconti, che nel 1409 infeudò la Vallassina a Facino Cane e, successivamente, a Luigi Dal Verme. Nel Settecento, durante la dominazione francese, Asso diventò capoluogo del cantone IV del distretto IV del Lario. Risale agli anni 1878-1880 l'aggregazione al Comune di Asso delle consistenti frazioni di Scarenna e Pagnano. Fin da quegli anni il borgo è un centro di villeggiatura, soprattutto di milanesi. La sua economia è caratterizzata dall'industria tecnica e meccanica, tra cui gode di particolare rilievo l'attività serico-tessile della società Oltolina.

## Geografia fisica

### Territorio
Asso è posto alla confluenza delle valli dell'alto Lambro, in una posizione strategica al centro di una conca comunicante a nord con Civenna e Bellagio e a sud con l'estremo lembo del Triangolo Lariano.
La maggior parte delle frazioni, con l'eccezione di Scarenna, sono poste a un'altitudine più elevata rispetto al centro storico. Brazzova, Ca' Nova, Fraino, Gemù, Mudronno, poste poco più a valle di Sormano, formano con questo comune, Caglio e Rezzago i "Monti di Sera". Scarenna è situata, invece, in una piana a sud ovest del centro, detta "Terra Rosa".
Dal paese si possono raggiungere le diverse montagne che lo circondano: i Corni di Canzo, il monte Megna, il Palanzone, il Dosso Mattone, il Barzaghino e Croce Pizzallo.

## Origini del nome
Il toponimo originario "Ass" (in latino, Axium; nel XVI secolo, "Assio" e, dal 1763, Asso) è considerato di origine celtica.
Per Giorgio Luraschi è collegabile al suffisso ligure asco-asca, a indicare terre di pascolo di una comunità. Per il Gaffuri e il Boselli deriva dalla radice celtica as, "acqua", "sorgente"; a supporto di quest'ultima ipotesi Flaminio Pagani suggerisce altri toponimi contenenti as collegabili all'acqua (Belas, Bellagio; Domas e Menas, Menaggio). Il Boselli, tuttavia, predilige la derivazione del toponimo dal nome proprio Ascius, ipotesi rifiutata dall'Olivieri, che boccia anche sia quella dal monosillabo Asc scritto sulla lapide ritrovata su una spiaggia tra Onno e Vassena, sia quella dalla parola assus ("arido", "riarso"). Piero Paracchi, in Caglio, Rezzago, Sormano: il Monte di Sera, attribuisce alla radice as il significato di "principio" o "primo".
In realtà l'ipotesi più verosimile è quella che vede in esso il termine proto-celtico dal significato di "bocca", campo semantico utilizzato nel vocabolario celtico anche per riferirsi alle foci e alle confluenze dei fiumi. Il riferimento sarebbe quindi alla sua posizione di fondovalle e quindi di confluenza delle due semivalli (Valle della Menaresta e Valbrona) di cui la Valassina è composta. Ciò avrebbe conferma dal fatto che i resti archeologici assesi di gran lunga più antichi sono stati rinvenuti nella località Cranno, situata presso la Cascata della Vallategna, ove confluiscono il Lambro montano e il Foce, torrente della Valbrona.
Dal nome Asso deriva il toponimo "Val Assina", ora "Valassina" o "Vallassina", già scritto nel Medioevo tutto attaccato (Vallis Vallaxine).
Il nome degli abitanti di Asso può essere sia assesi, sia assini; il loro soprannome tradizionale nella lingua locale è spazapulée, traducibile come "ladri di polli".

## Storia
Le più antiche tracce umane sono state ritrovate in località Cranno di Asso e risalgono al 6500 a.C., ma si hanno testimonianze di insediamenti stabili successivi (dal 3500 a.C. al 400 a.C.) anche in altre frazioni come Brazzova, Dosso e Pagnano.
Del periodo romano si conservano due interessanti epigrafi, una conservata ora nella torre del castello, e l'altra nella sala consiliare del municipio, oltre che resti di una conduttura, una moneta dell'imperatore Decio e tracce di un selciato. Asso era la sede principale del pago romano in cui si inserì, successivamente la pieve cristiana, nel III secolo, secolo che vide l'introduzione di questa religione, definitivamente affermatasi alla fine del V. Da Ascium, nome latino di Asso, passava la via Mediolanum-Bellasium, che metteva in comunicazione Milano con Bellagio.
Al tempo dell'arcivescovo Ariberto da Intimiano (XI secolo), Asso rivestì un ruolo considerevole grazie alle sue fortificazioni, che lo posero al centro di un vasto sistema strategico-militare, oggi testimoniato da case-forti e da un'imponente torre, ricostruita in più punti, facente parte del castello.
La partecipazione di assesi alle crociate non è documentata storicamente, ma si tramanda che da un dente di Santa Apollonia portato dalla Palestina sia nato il culto della patrona del paese.
Nel 1183 degli statuti civili e penali resero Asso una comunità autonoma. Come attestato in un documento datato 1311 di Cassono della Torre, la comunità era tuttavia tenuta al versamento delle decime a favore della diocesi di Milano. Gli statuti furono confermati nel 1380 dall'arcivescovo Antonio da Saluzzo.

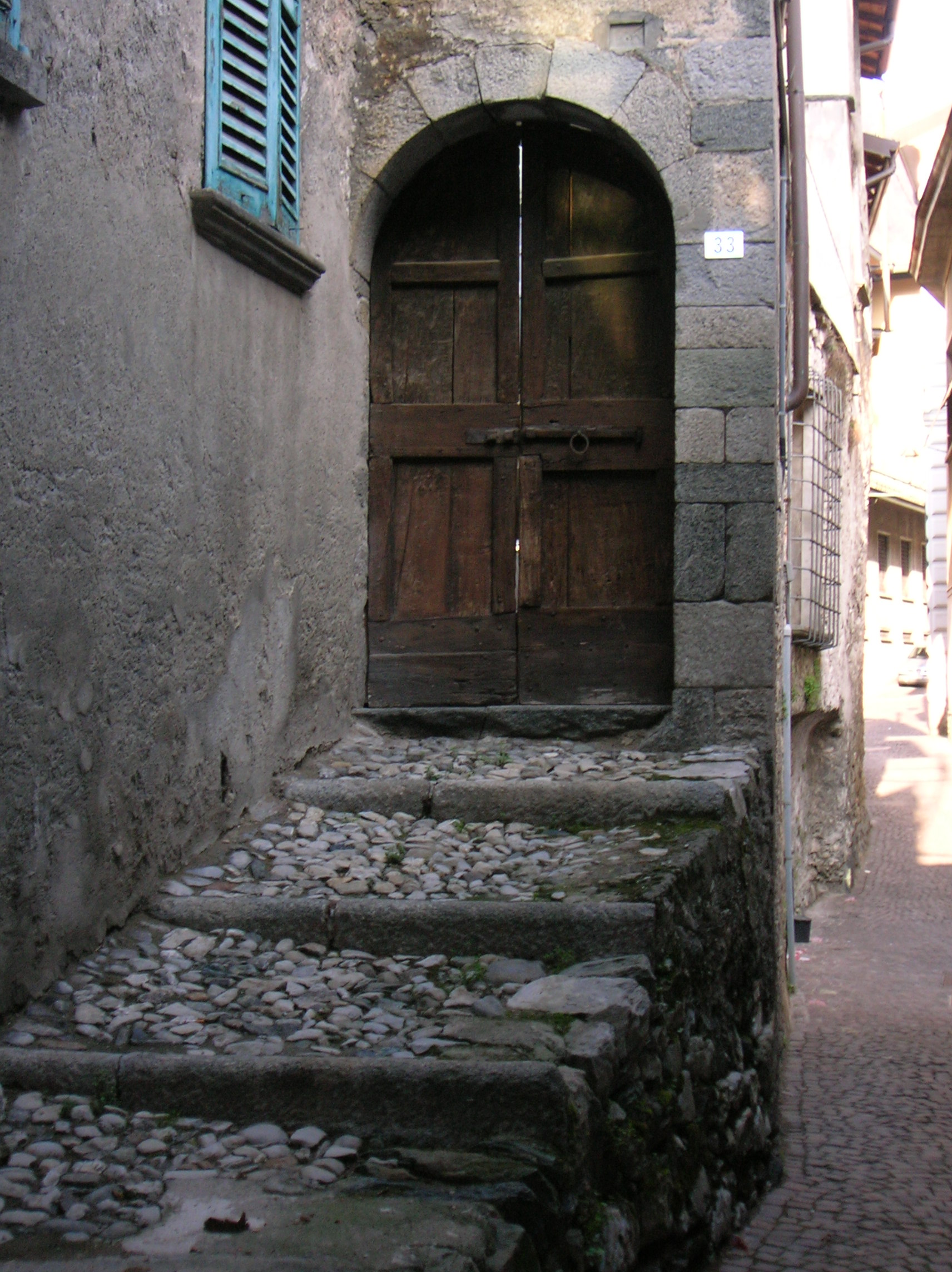
L'entrata della casa Magnocavallo, famiglia preservata dalla peste nell'epidemia del 1574

Nel 1314 il comune di Asso fu interessato dalle lotte per il potere portate avanti da Matteo I Visconti, subendo un saccheggio.
Il paese fu colpito diverse volte dalla peste. La prima ondata si presentò nel 1361. Particolarmente grave fu quella del 1549. I lanzichenecchi provocarono un contagio nel 1630.
Il dominio temporale arcivescovile terminò sotto Giovanni Maria Visconti, che nel 1409 infeudò la Vallassina a Facino Cane. Tre anni dopo, la morte di quest'ultimo indusse Filippo Maria Visconti a sposarne la vedova Beatrice, e successivamente, a Luigi Dal Verme. Portata in dote a Fregosino Fregoso nelle seconde nozze di Chiara Sforza (vedova di Pietro II Dal Verme) tra il 1533 e il 1534 la valle fu venduta a Francesco Sfondrati, agli eredi del quale la valle restò infeudata fino al 1788. Ad Asso era attivo in questi secoli anche l'ufficio dell'Inquisizione, alla ricerca di eretici e bestemmiatori, che, nel 1675, era diretto dal prevosto Antonio Crivelli, aiutato dai Crocesegnati. Alla nascita della Repubblica cisalpina è dedicata una lapide, datata 1796, situata nella torre del castello.
Durante il predominio francese, Asso diventò «capoluogo» del cantone IV del distretto di Lecco, mentre nel 1805 divenne capoluogo dell'omonimo cantone (o della Vallassina), che faceva parte del distretto IV e del dipartimento del Lario del Regno italico.
Nel 1878 e nel 1880 furono inglobati, rispettivamente, Scarenna e Pagnano.
Nel 1922 si formò ad Asso una squadra di arditi al comando di Luchino Visconti, futuro segretario locale del Fascio. Nel 1944 si costituì il Comitato di Liberazione Nazionale locale, grazie alla spinta del tipografo Gioachino Oleotti, proprietario della tipografia "La Vallassinese", presso la quale veniva stampata clandestinamente La Disfida. Sfuggì miracolosamente alle SS.

### Simboli
Lo stemma e il gonfalone del comune di Asso sono stati concessi con decreto del presidente della Repubblica del 13 febbraio 2020.
(D.P.R. 13.02.2020)
Il gonfalone è un drappo di bianco bordato di rosso.
L'emblema di Asso è antico e si può trovare in stemmari storici come il quattrocentesco Carpani e il seicentesco Cremosano.
L'argento e il rosso sono i colori dell'arcivescovo di Milano. Le stelle potrebbero indicare la posizione di Asso, tra Lecco e Como, nel cosiddetto Triangolo Lariano.

## Monumenti e luoghi d'interesse

### Architetture religiose

#### Chiesa prepositurale

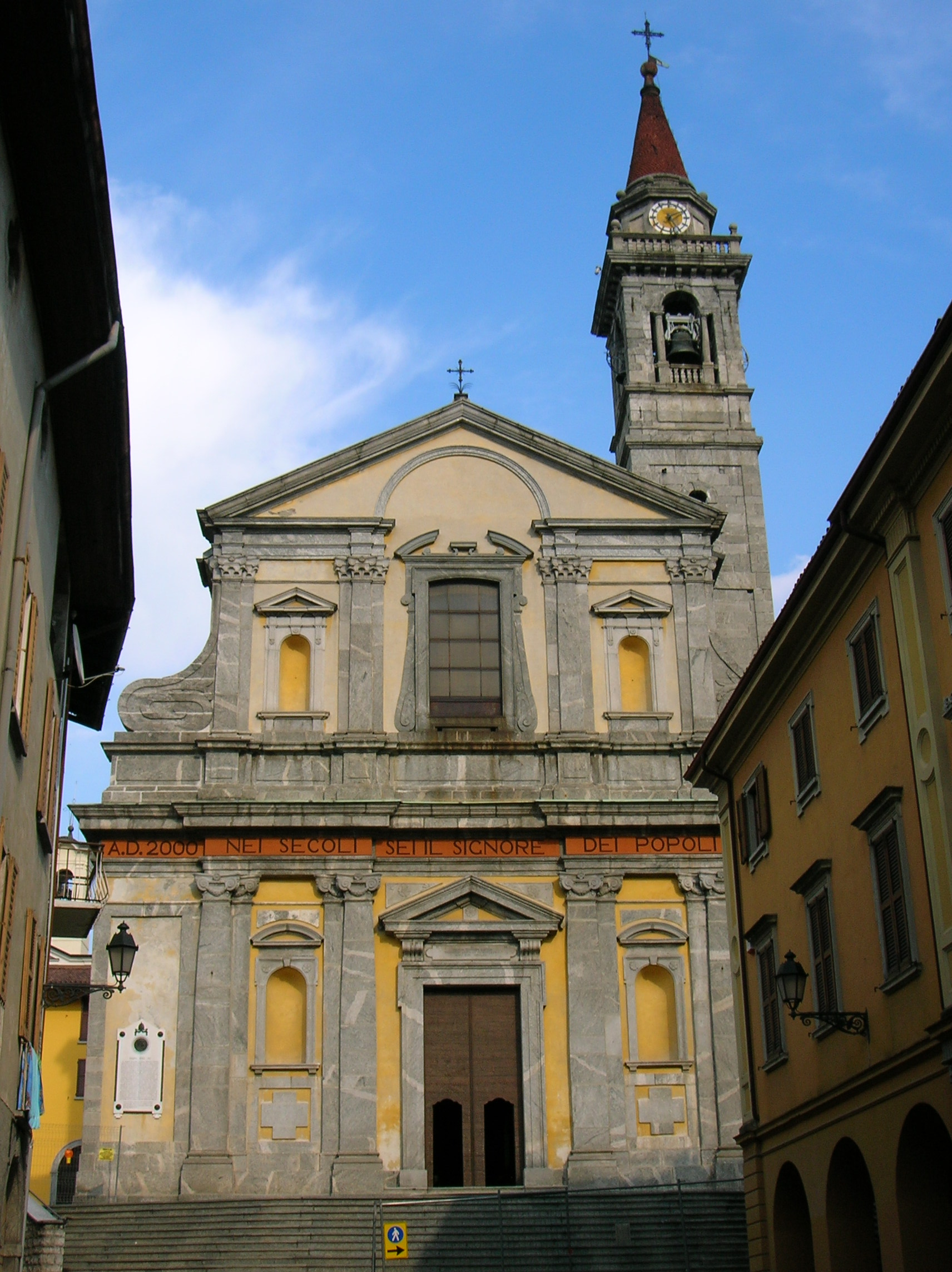
La chiesa prepositurale dedicata a san Giovanni Battista

La chiesa prepositurale di Asso, dedicata a san Giovanni Battista, fu edificata tra il 1641 e il 1675, su progetto dell'ingegner Rusconi, sul luogo di un'antica chiesa con la stessa dedicazione, abbattuta nel 1634; fu consacrata il 31 maggio 1752 dall'arcivescovo Pozzobonelli. Vide la facciata rifinita nel 1962.
Nel 1634 venne eretto il campanile, nello stesso stile di quello del santuario della Madonna di Sommaguggio e di quelli delle chiese dei Santi Materno e Ambrogio, di Valbrona, e di San Michele di Visino, edificato in pietra viva tra il 1595 e il 1639. Era un'opera già prevista da Carlo Borromeo («si faccia un campanile quando si potrà»), e fu costruita su iniziativa di Girolamo Curioni, parroco di Asso dal 1570 al 1601, e disegno, attribuito, del Pellegrini. Nel XVI secolo, le pietre della parrocchiale erano state ricavate da un masso erratico in località Cim di Asso.
Della primitiva chiesa plebana è conservata una pietra rosa, con inciso il monogramma "PX-" inscritto in una ruota, nel muro del vano dove era sistemata la vasca battesimale e che ospita oggi una statua di Madonna con Bambino, di anonimo del XV secolo. Tra le opere d'arte, di particolare rilevanza quelle lignee: un pulpito dorato con evangelisti, come cariatidi, di Fedele Pirovano (1685) e il monumentale ciborio, giocato sul contrasto tra oro e nero, ricco di decorazioni di santi e angeli con una Ultima Cena sulla nicchia del tabernacolo; l'autore è forse della scuola del Taurino. L'altare è attribuito ai fratelli Fantoni della bergamasca. Sull'altare, una Predica di S
san Giovanni dipinta da Raffaele Casnedi. Tra gli oli su tela sono opere di pregio un Battesimo di Cristo del XVI secolo, e una Annunciazione del Campi del 1570. La pala d'altare è del Nuvolone.
Nel coro è stato sistemato, nel 1991, un organo Zannin proveniente dalla casa-studio del pittore Salvatore Fiume, nell'ex-stabilimento Verza a Canzo, e dallo stesso donato.
Tra le opere moderne vi sono le vetrate, realizzate nel 1933 da Celeste Visioli (disegni di Codenotti e Cavallini), e le quattordici stazioni della Via Crucis di Luigi de Mauro.
Nel 1923 furono collocate due lapidi sulla facciata, a fianco del portale. Quella a sinistra, con l'effigie di papa Pio XI, riporta un suo breve apostolico, che ricorda gli anni della sua giovinezza e le vacanze estive trascorse nel borgo di Asso, e insignisce ai parroci della parrocchia il titolo di monsignore con il grado di Prelato d'onore di Sua Santità; quella a destra, ricorda don Damiano Ratti, prevosto dal 1860 al 1891, zio di papa Pio XI.

#### Chiesa del Santo Crocefisso

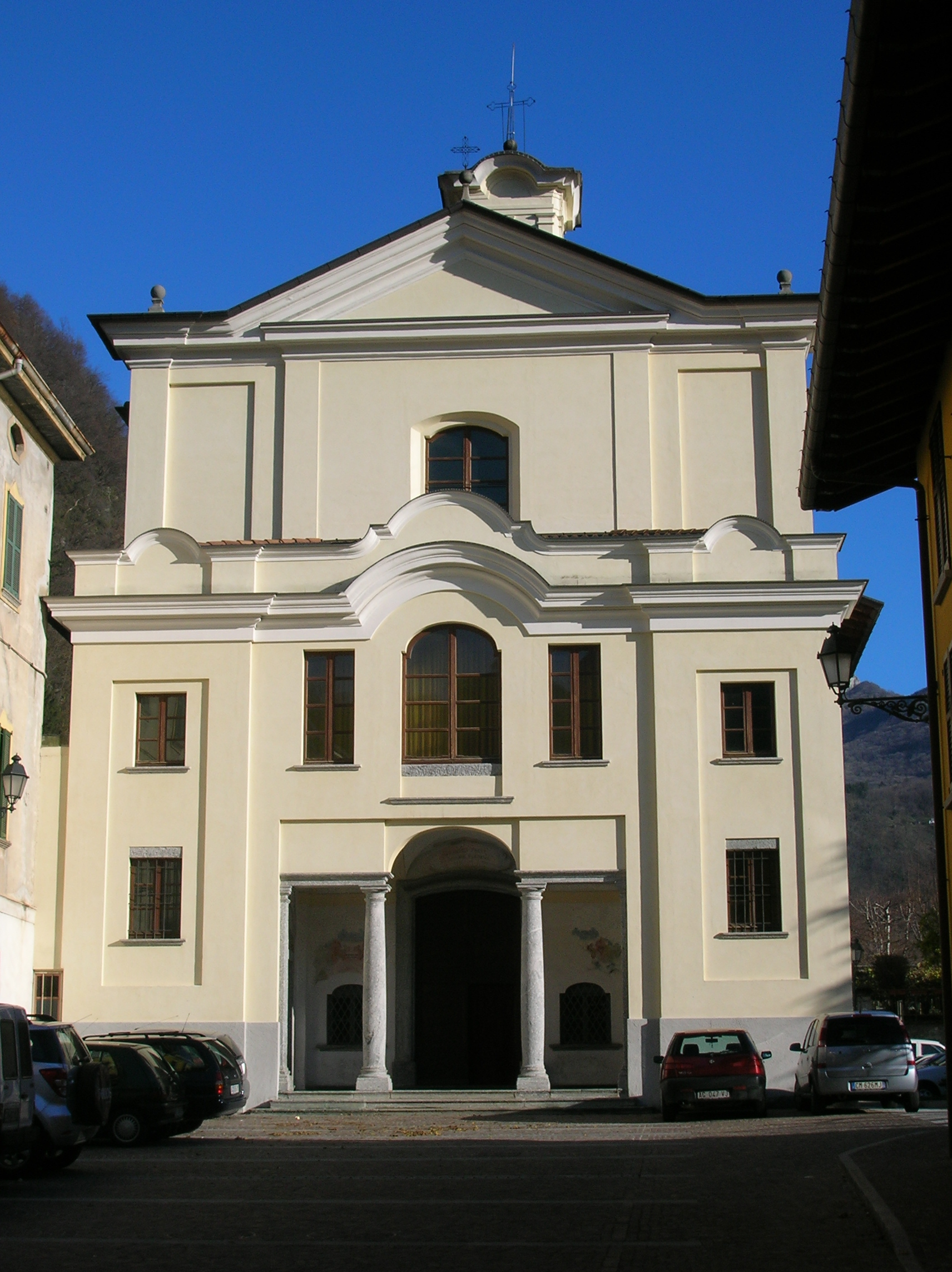
Facciata della chiesa del Santo Crocefisso

La chiesa del Santo Crocefisso fu costruita fra gli anni 1760 e 1770 accanto alla chiesa prepositurale, sull'area dove in precedenza si trovava l'originario battistero plebano. In principio intitolato a san Giovanni Battista ma successivamente ridedicato all'omonimo evangelista, il battistero si presentava come un edificio a pianta centrale quadrilatera, nella quale s'innestavano tre absidi semicircolari.

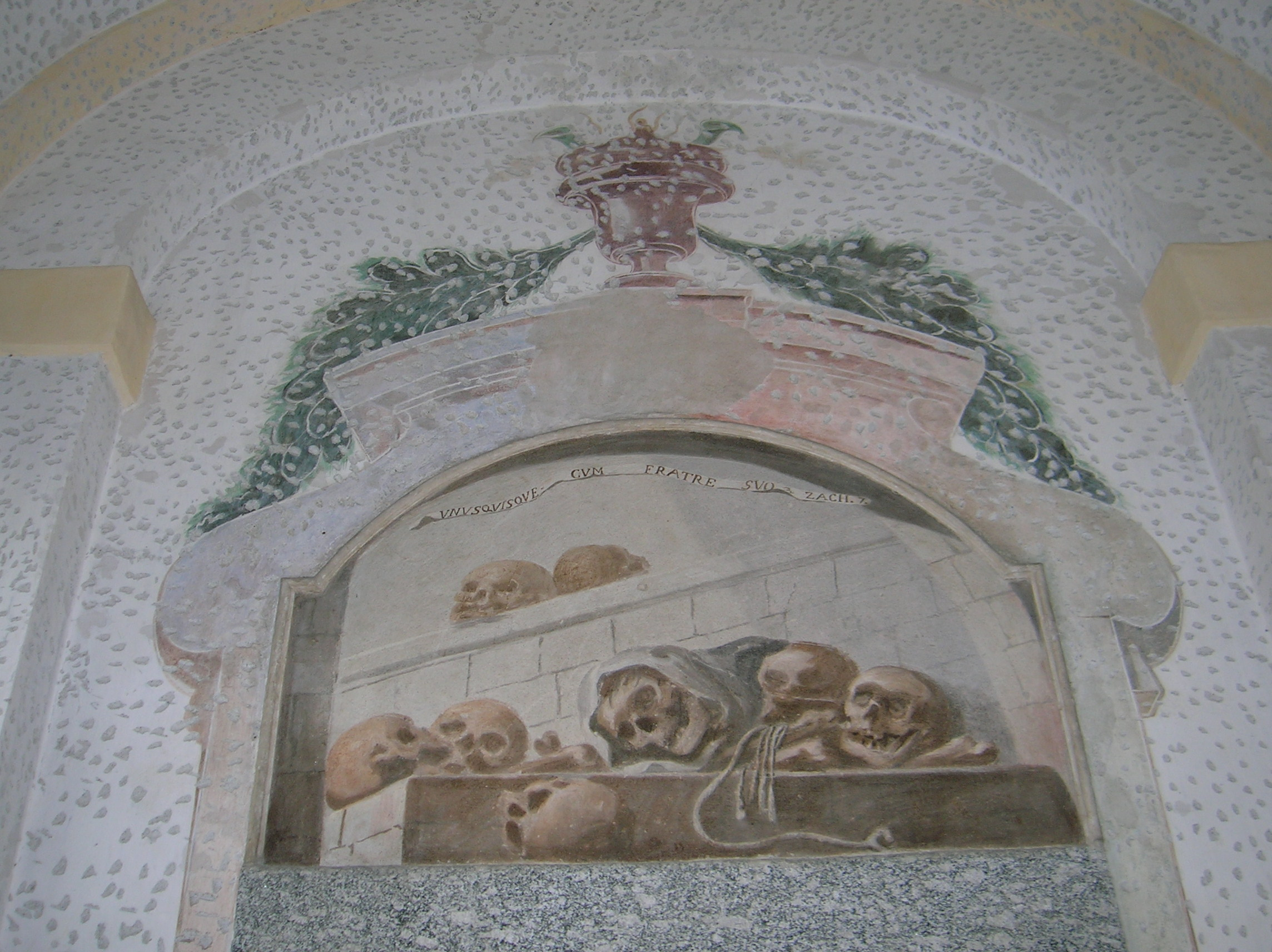
Gli affreschi riportati alla luce della chiesa del Santo Crocefisso testimoniano quanto la peste fosse ben presente nella mentalità degli assesi, durante gli anni di maggior diffusione

Presenta un'apertura a serliana che conduce nell'atrio, dove sono emersi lacunosi affreschi sul tema della morte. Una porta laterale a destra conduceva in un locale originariamente utilizzato come ossario, mentre un'altra porta a sinistra portava alla tribuna addossata alla controfacciata della chiesa, la quale era probabilmente usata dai membri della Confraternita dei Disciplini e di San Rocco per le loro adunanze e per assistere alle celebrazioni liturgiche.
La pianta è a croce greca. All'interno, le pareti sono decorate a monocromo con emblemi e motivi ornamentali di gusto neoclassico, molto vicini al repertorio del clainese Vincenzo de Bernardi. Sulla cupola un affresco presumibilmente della stessa epoca raffigura l'Agnello mistico, con i Profeti nei pennacchi.
Nel presbiterio è ora conservato un antico Crocifisso ligneo, proveniente dalla prepositurale, al quale si attribuiscono sia l'attuale dedicazione dell'edificio sia alcuni presunti miracoli. Si presume che le due statue che lo affiancano, una Madonna e un San Giovanni Evangelista, siano state aggiunte in occasione del rinnovamento dell'altare maggiore in marmi policromi nel 1827; queste presentano analogie con la statua dell'Ecce homo, posta nel vano a sinistra del presbiterio.

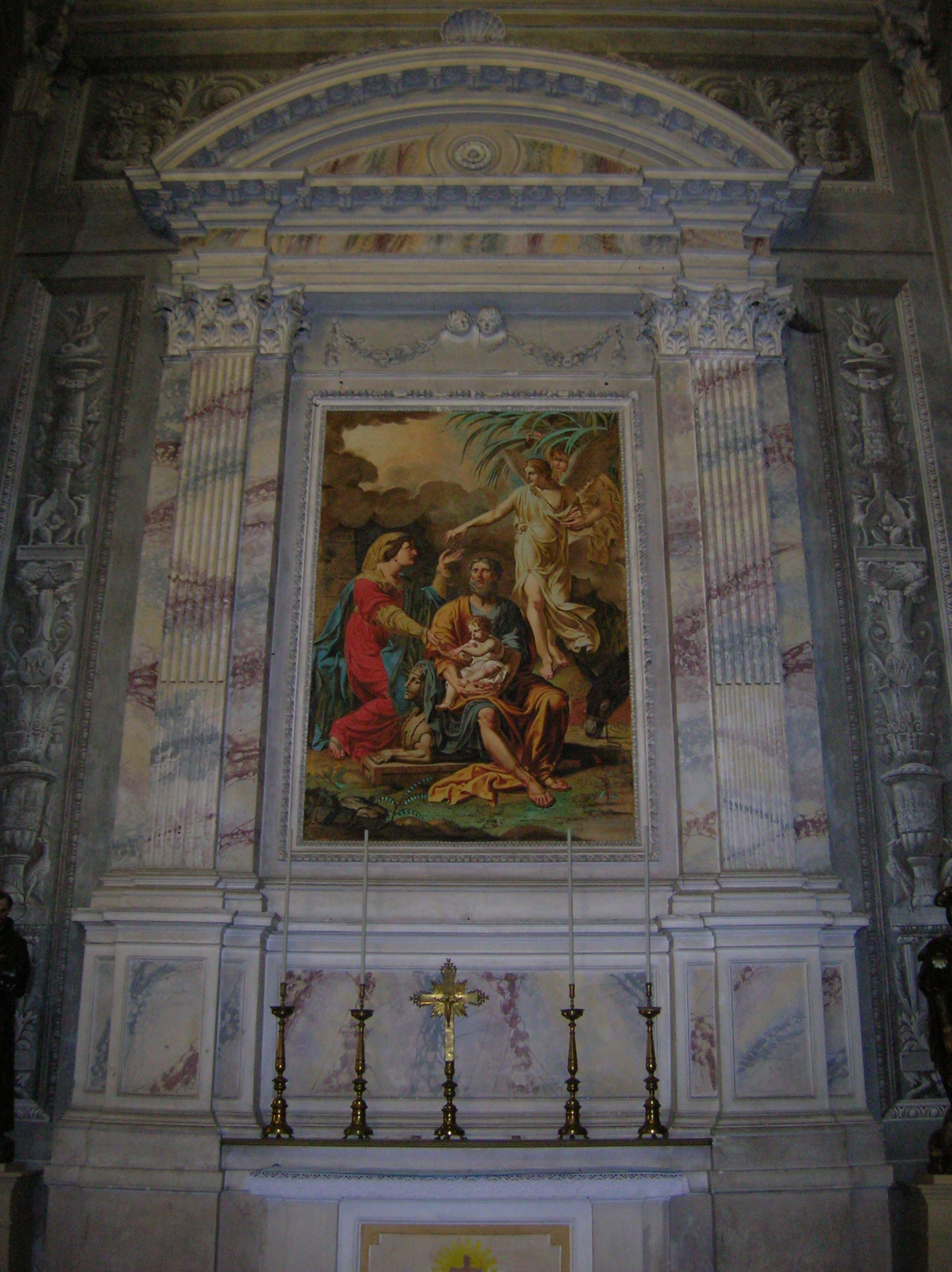
Affresco raffigurante il Riposo durante la fuga in Egitto

Più recenti sono le statue di San Giovanni Bosco (1941) e San Luigi Gonzaga (1896), nella cappella sinistra, e di San Francesco d'Assisi in quella destra, dove si trova anche un più antico San Rocco di fattura barocca. In questa cappella l'altare è sovrastato da una cornice marmorea con lesene scanalate e frontone centinato di gusto neoclassico, che inquadra un affresco presumibilmente ottocentesco con il Riposo durante la fuga in Egitto, caratterizzato dalla cromia forte e accesa. Un'analoga inquadratura racchiude, nella cappella opposta, una bella pala del 1678, raffigurante la Madonna, sant'Anna e Gesù Bambino, attribuibile al pittore Giovanni Stefano Danedi detto il Montalto.
Nell'area del coro è visibile la parte interna del campanile in sarizzo.

#### Oratorio di San Nazaro e Celso

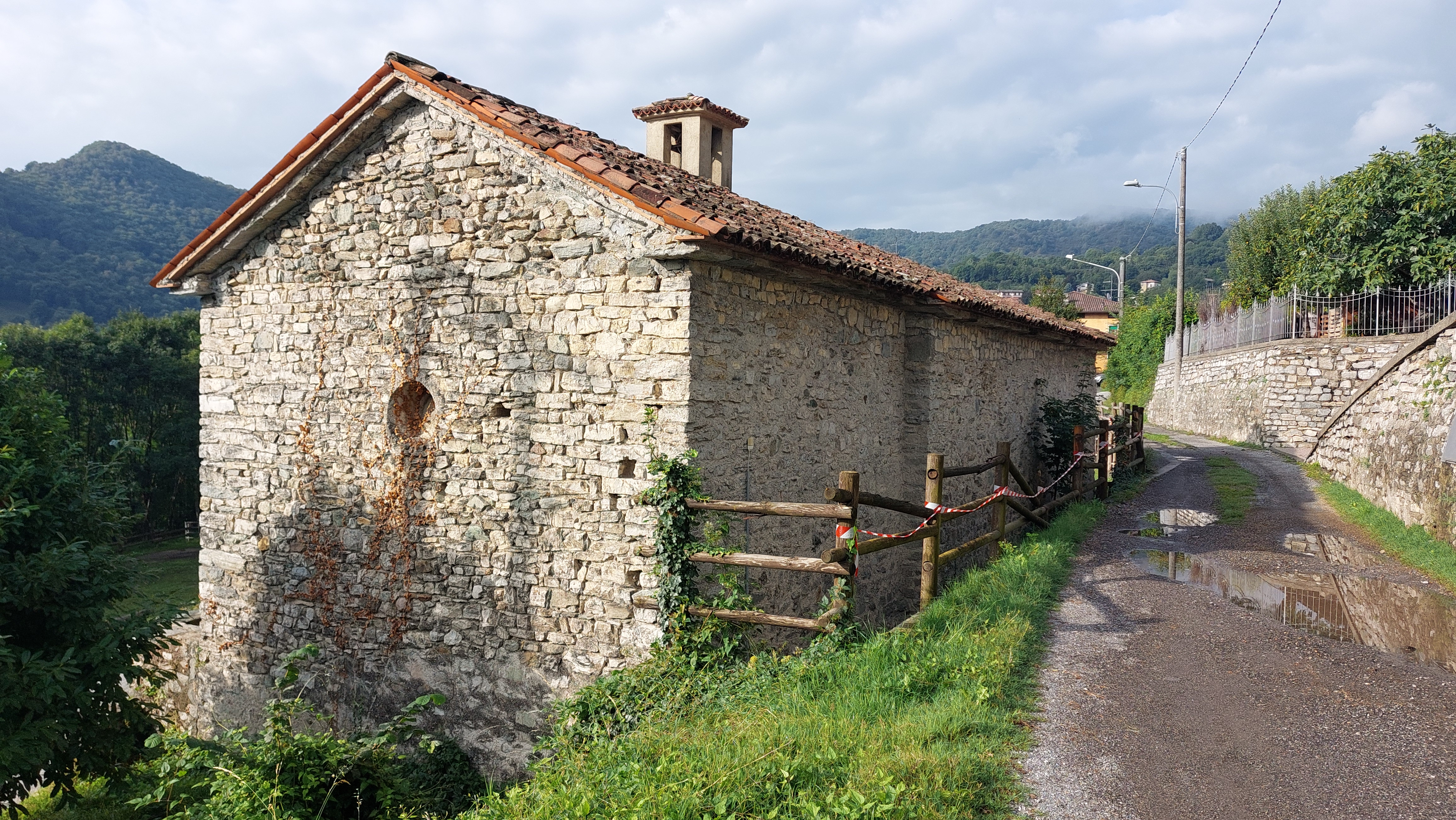
Oratorio dei SS. Nazaro e Celso

L'oratorio di San Nazaro e Celso si trova nella località di Mudronno, ma appartiene alla parrocchia di Sormano.
La costruzione dell'edificio, preceduto dal portico in pietra con volta a cotto, aperto da un arco ribassato, risale all'XI secolo; è attestato alla fine del Duecento. Nel 1518 fu dipinto un affresco su commissione del «Magister» Giovanni Antonio («Joan Antos») di Rezzago, che verrà riportato alla luce durante il restauro del 1992. Il 23 ottobre 1570 l'oratorio fu visitato dall'arcivescovo Carlo Borromeo.
Il cattivo stato di conservazione dell'edificio fu rilevato più volte nel corso dei secoli (ad esempio nel 1567 e nel 1719), e per questo fu restaurato nel 1737, nel 1878 e nel 1992.

#### Oratorio della Madonna dell'Aiuto
Situata a fianco della via per Bellagio, la chiesa della Madonna dell'Aiuto fu citata per la prima volta nel 1719 nella Visita pastorale. Durante un restauro negli anni 1990 fu riportato alla luce un affresco sei-settecentesco raffigurante l'Immacolata. Nella nicchia del presbiterio è conservata una statua devozionale della Madonna con Gesù Bambino.

#### Chiesa di Santa Marta e monastero
Il monastero di Santa Marta sorse nel 1505, con autorizzazione papale. Fu soppresso nel 1568 dall'arcivescovo Carlo Borromeo, che lo definì latronum spelunca, per lo scandaloso mancato rispetto della clausura. Le monache furono trasferite nel convento milanese del Lantanasio.

#### Chiesa di Pagnano

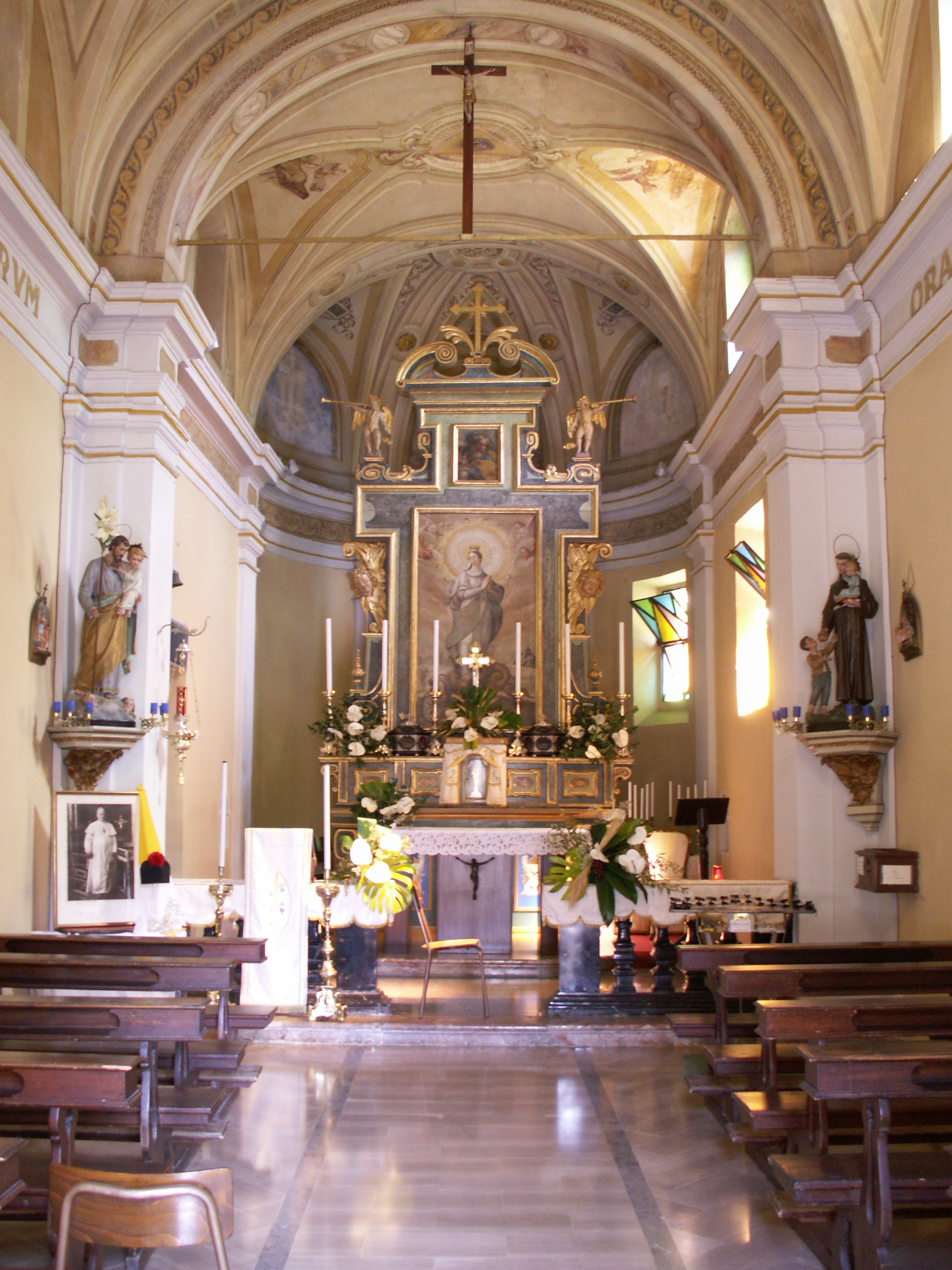
Interno della Chiesa di Pagnano

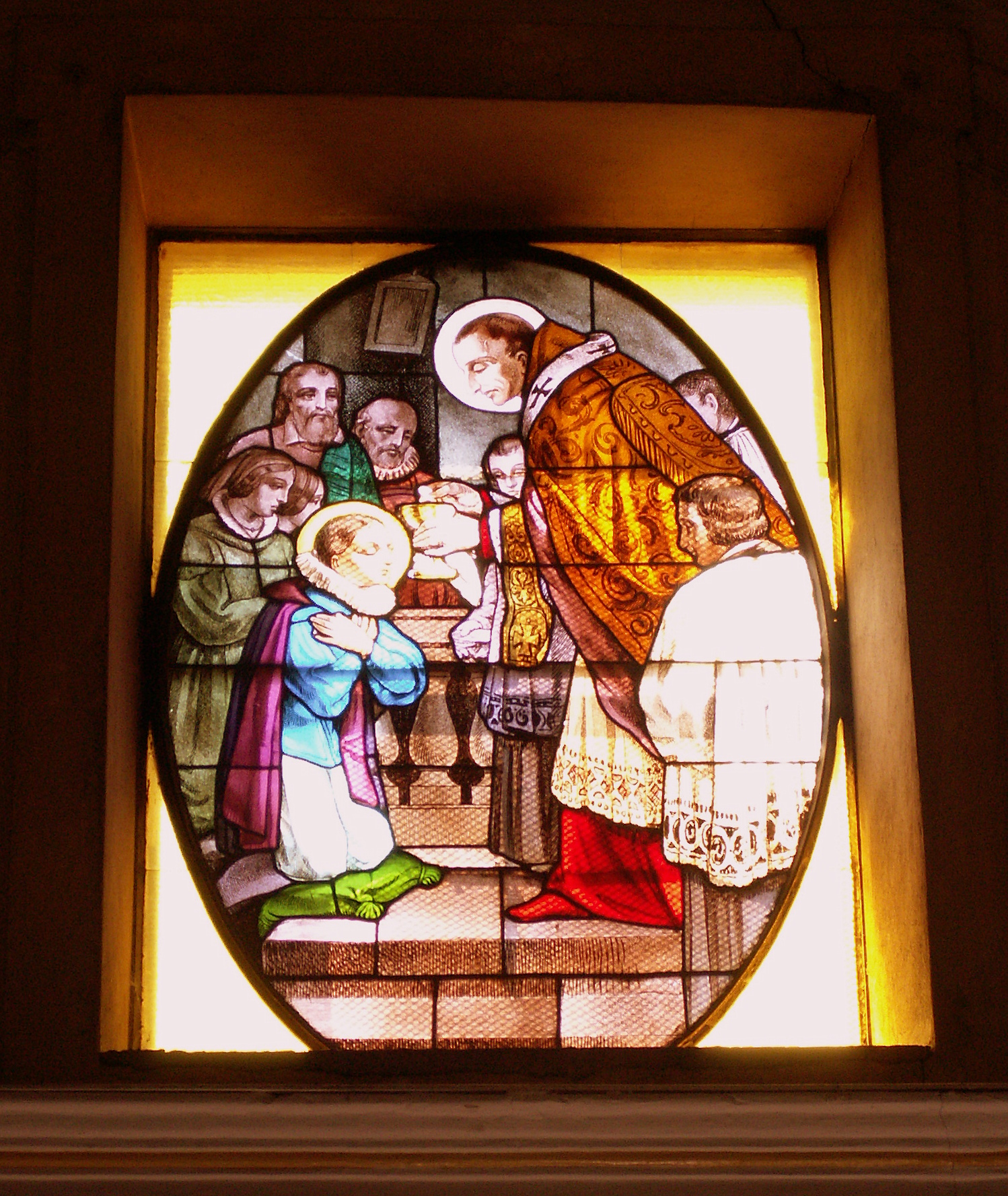
La prima comunione di san Luigi Gonzaga

Bella chiesetta (secoli XVI-XVII) sita in Piazza della Chiesa – la seconda piazza del paese dopo Piazza Grande – con altare ligneo e grande immagine della Madonna che schiaccia la testa al drago; ai due lati belle statue di Sant'Antonio e San Giuseppe restaurate e dipinte nel 1965 da Elsa Bovera (dalla stessa nel 1975 sono state colorate le basi). Sopra il portale in legno è presente una bella vetrata raffigurante la classica scena di san Luigi Gonzaga che riceve la prima comunione da san Carlo Borromeo. La chiesa è dedicata a Santa Maria Immacolata.

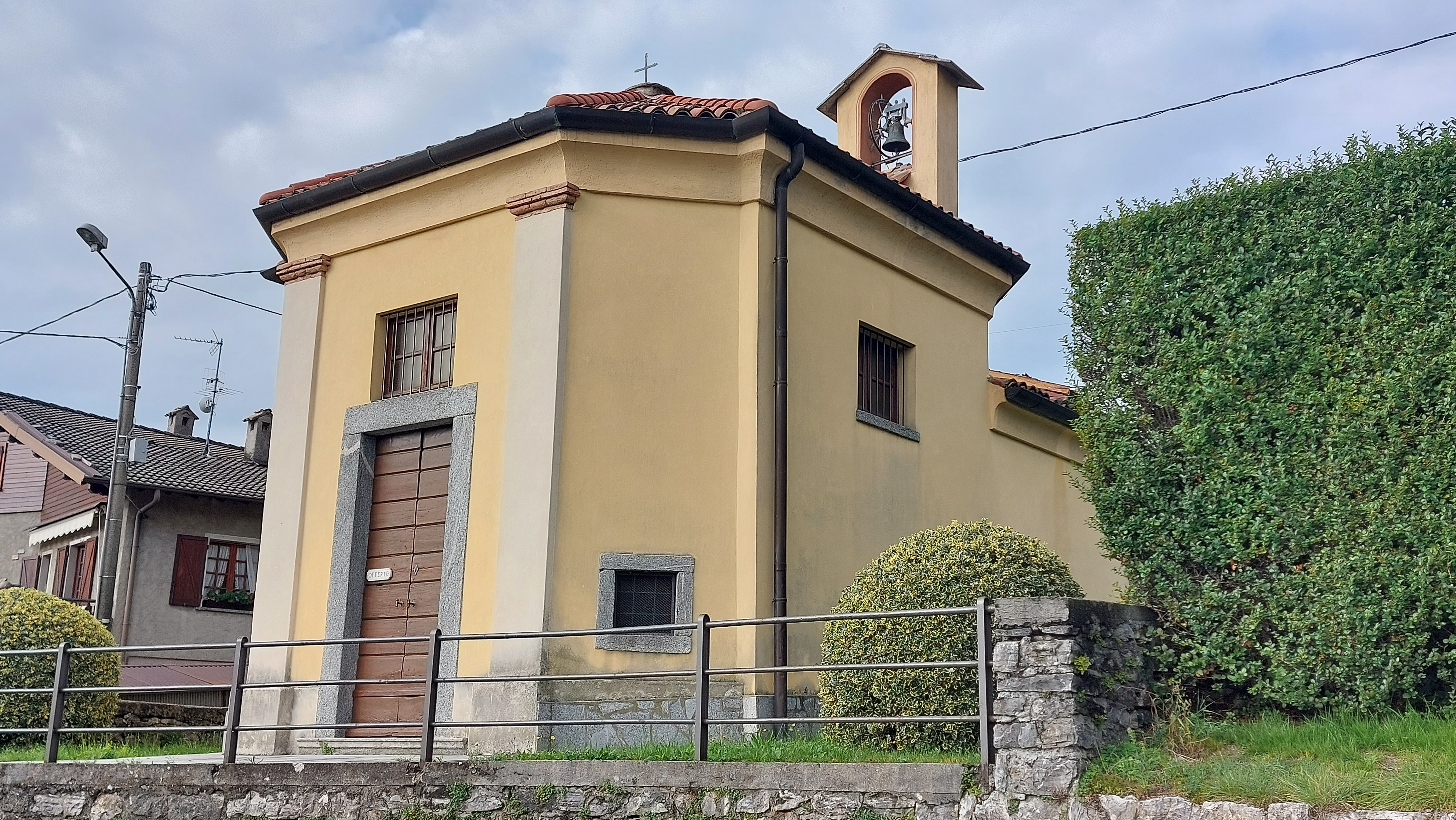
Chiesa della Madonna di Fatima

#### Altro
- A Brazzova si trova la Chiesa della Madonna di Fatima, realizzata nel 1820[40].
- A Gemù si trova la Chiesa di San Rocco[41].

### Architetture civili

#### Castello

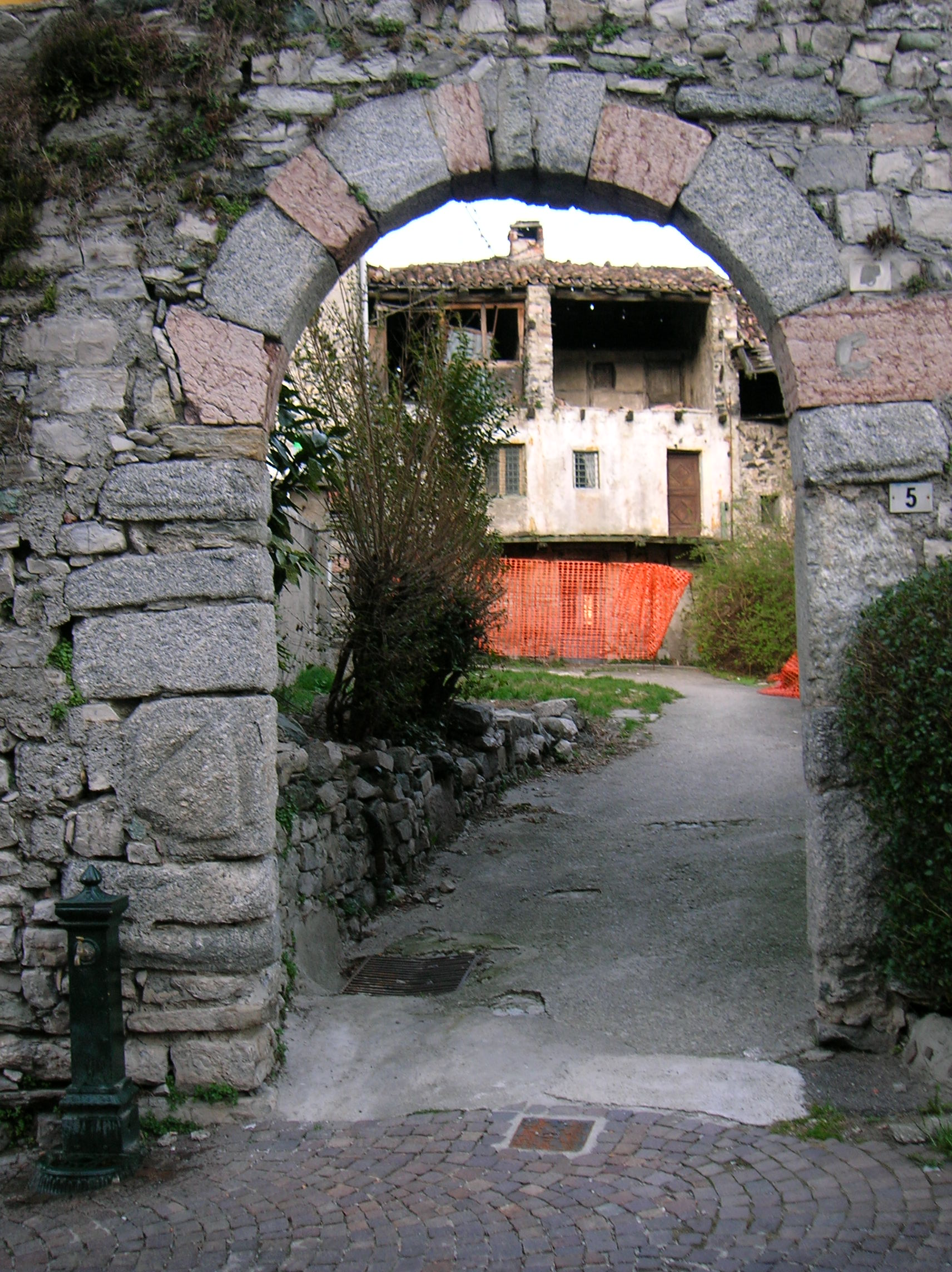
Portone d'entrata del castello di Asso

Non molto lontano dalla chiesa prepositurale sorge il castello di Asso, eretto nel XII secolo su modello del castello di borgo. La torre è stata datata tra XII e XIII secolo. Le mura del castello sono quasi del tutto scomparse, ma in origine scendevano dalla torre verso la chiesa di San Giuseppe, circondavano la vecchia piazza del Mercato (ora piazza Mazzini) e proseguivano fino alla chiesa parrocchiale, costruita sulle stesse mura; da qui, si ricollegavano al nucleo del borgo fortificato. Alcuni ritengono che queste mura siano state distrutte almeno parzialmente nel 1314 da Facciolo della Pusterla, intento a saccheggiare e devastare la Valassina, e che siano state ricostruite successivamente, essendo ancora visibili alla fine del XVIII secolo. Dal 1985 il castello è stato abbandonato, tranne alcune parti ancora abitate. La torre e la corte sono in decadenza.

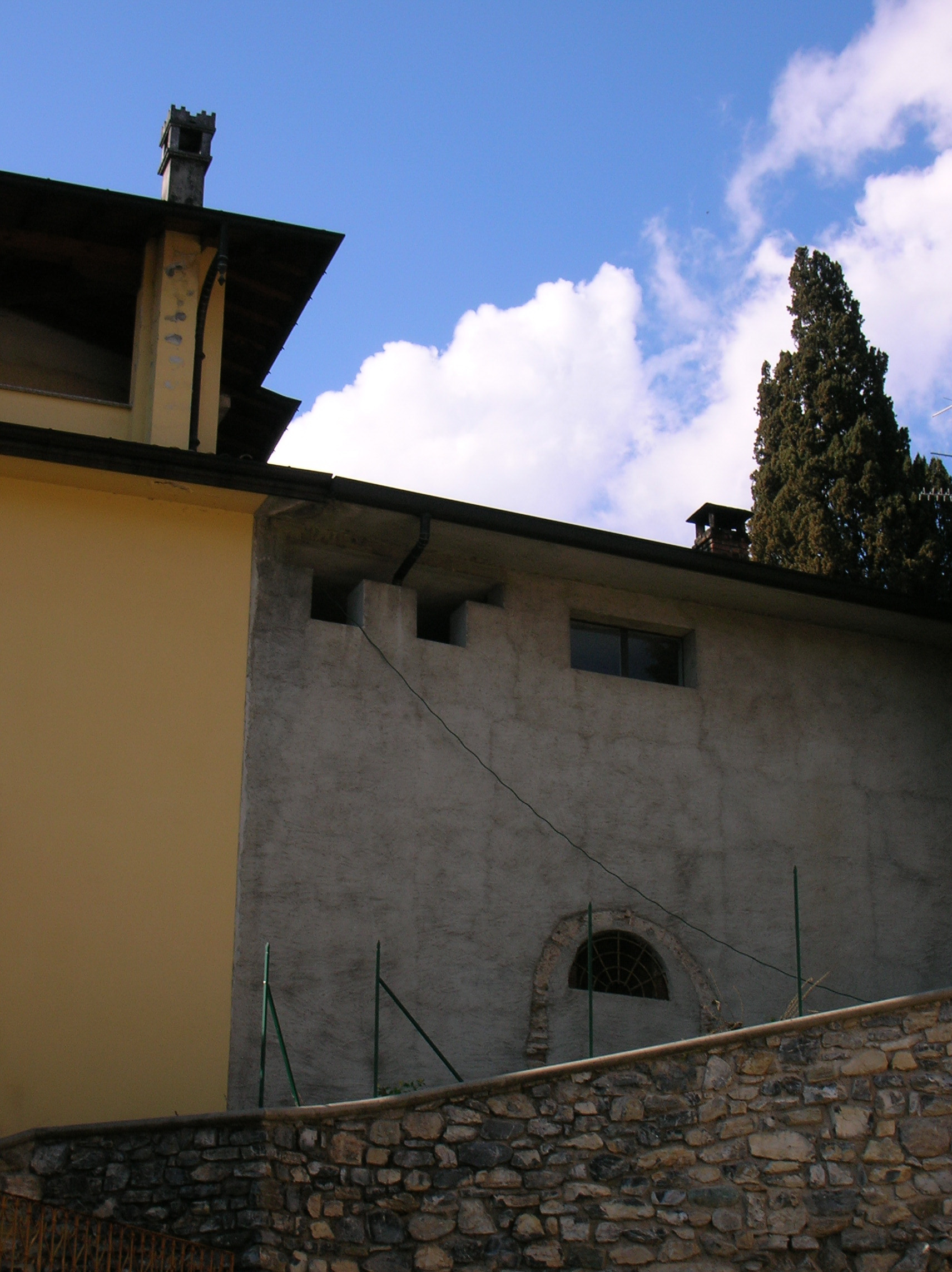
Le mura del castello, ora inglobate in un'abitazione

#### Altre architetture di epoca medievale
Oltre al castello e alla torre di Scarenna, ad Asso, sono state individuate due case torri, del XII secolo, oggi notevolmente trasformate, all'angolo tra le vie Torriani e Ponte Oscuro.

#### Farmacia

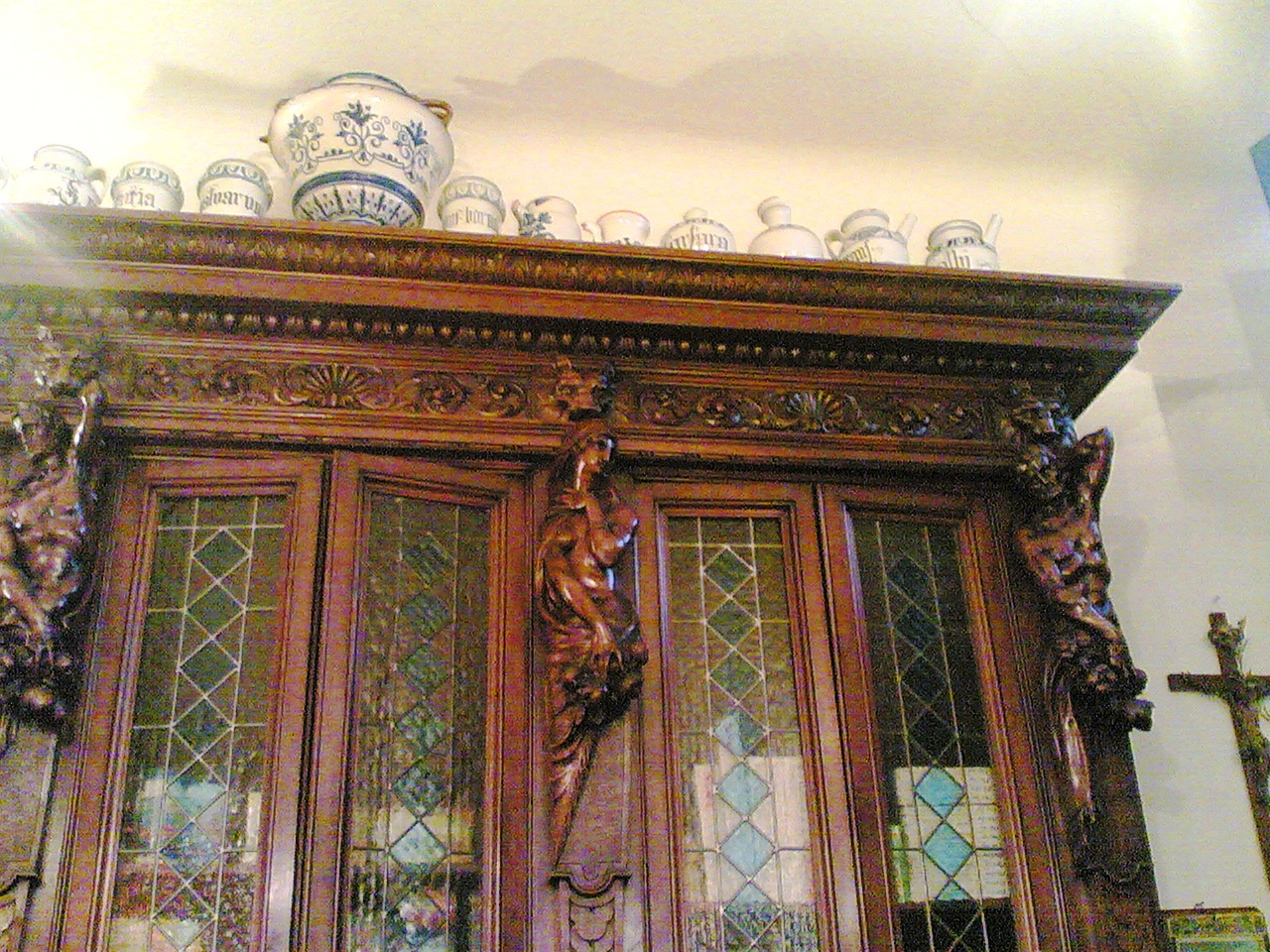
Gli armadi lignei del 1934 e i vasi originali dell'arte farmaceutica

Negli anni venti la sede della farmacia era nello stabile all'angolo tra via Matteotti e via Prato. Nel 1934 il dottor Milesi pose la sede della sua attività nell'edificio appena costruito di fronte al Municipio e tuttora sede della farmacia. L'ingegner Rudelli di Roma curò la progettazione e la costruzione dell'edificio.
L'esterno dello stabile è stato ristrutturato nel 2007 mantenendo colore, graffiti e infissi originari della casa a ventaglio tipica degli anni trenta.
Nei locali della farmacia si possono ammirare gli imponenti armadi lignei intarsiati, con i battenti con vetri artistici in pregiata lavorazione a piombo, il banco di vendita principale in noce e marmo nero, numerosi banchi di legno intarsiati, il lampadario in ferro battuto fatto a mano coronato da serpenti simbolo dell'arte medica e farmaceutica, gli albarelli e i cartigli in ceramica, la vetreria dell'antico laboratorio, gli infissi originali, le vecchie etichette originali dei preparati, i certificati di laurea e i documenti che attestano la storia della farmacia del paese.
I locali di vendita rappresentano uno scorcio della tradizione farmaceutica italiana e sono un luogo per conoscere gli antichi rimedi di cura. La farmacia di Asso, al fine di promuovere conoscenze e informazioni sulla tradizione farmaceutica collabora con la Farmacia di Santa Maria Novella di Firenze, la più antica farmacia d'Italia.

#### Bar Pasticceria Pedrabissi

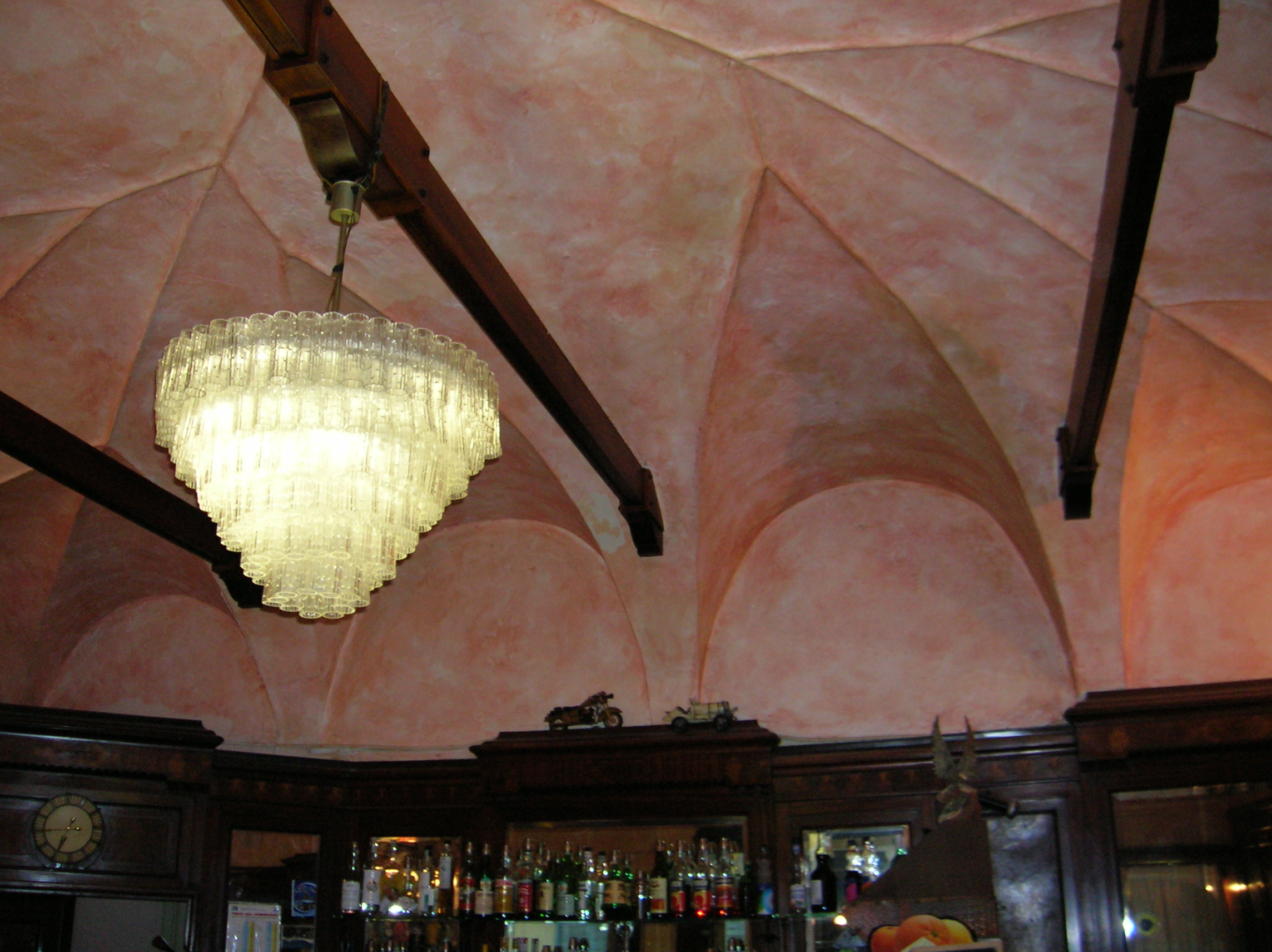
Il soffitto a pennacchi e il lampadario della pasticceria Pedrabissi

Il bar Pedrabissi, in via Matteotti, fu aperto all'inizio del XX secolo. Arredato in stile liberty, conserva al suo interno un prezioso lampadario e un insolito soffitto a volte e nervature che richiama lo stile gotico.

#### Ex istituto Nino Levi
L'ex istituto Nino Levi (già villa Prato, ora centro psicopedagogico dell'azienda sanitaria locale) apparteneva alla famiglia Prato, primi industriali della seta nel XIX secolo; sorge vicino al setificio, collocato sulla sponda opposta del Lambro e collegato alla villa tramite un ponticello privato. La costruzione presenta i caratteri tipici dell'epoca di transizione fra il periodo del tardo neoclassicismo e dell'eclettismo.
Fu un alloggio delle SS durante la seconda guerra mondiale. Alla fine di questa vi fu imprigionato Luchino Visconti, il segretario locale del Fascio, insieme ad altri fascisti arrestati.
Attualmente il plesso è sede del presidio di comunità terapeutiche "Rosalba Monguzzi" dell'ospedale Sant'Anna di Como.

#### Ex ospedale

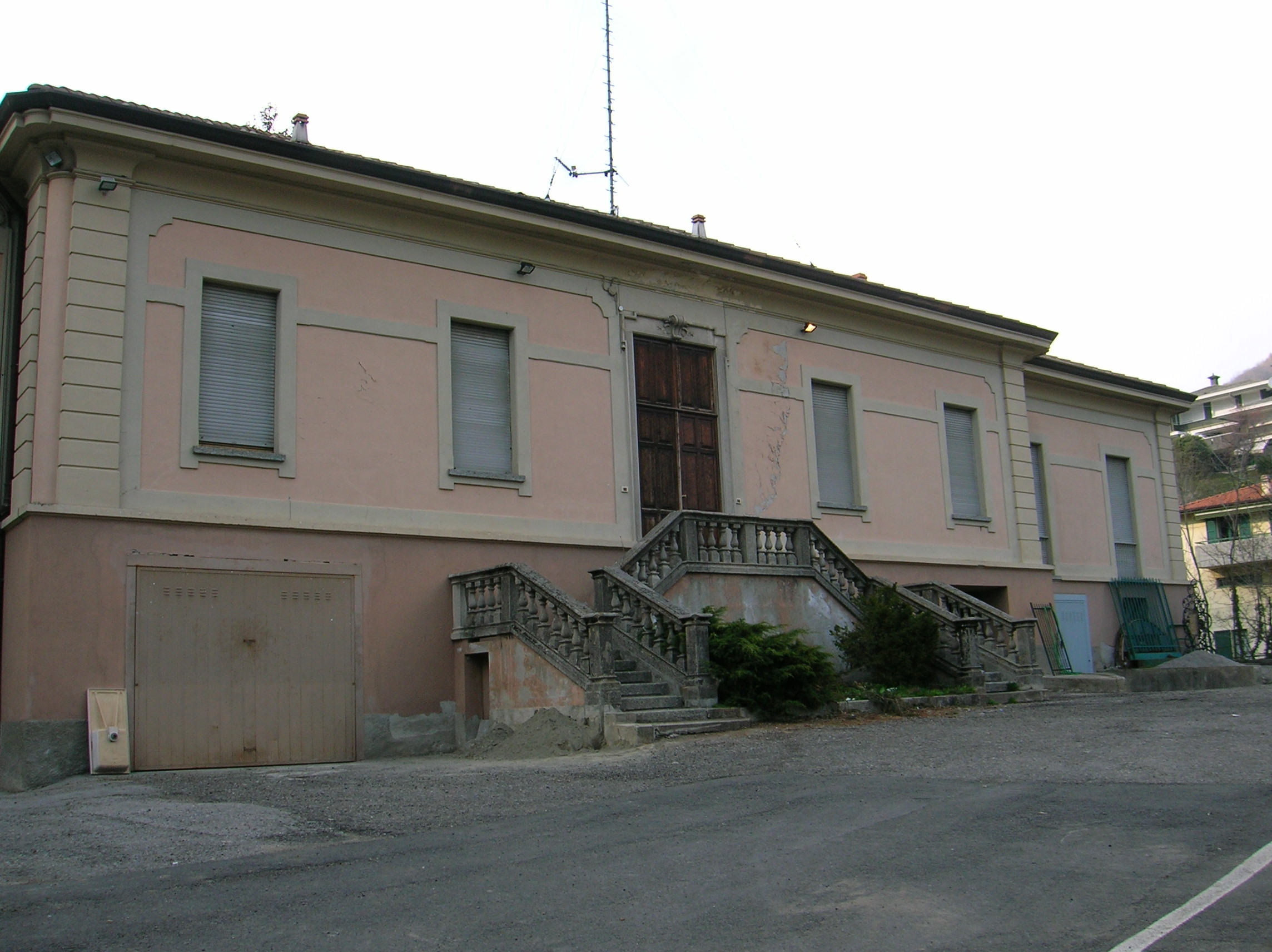
L'ex ospedale ed ex sede della Croce Rossa di Asso, vicino al ponte Oscuro

L'ospedale di Asso, non lontano dal ponte Oscuro, venne aperto nel 1890, dopo più di 50 anni dalla donazione di don Lazzaro Torriani, assese, parroco di Lasnigo per 57 anni, con un legato testamentario del 1835.
Sarebbe stato successivamente destinato a sede della Croce Rossa Italiana e della Protezione Civile; ora è sede degli alpini.

#### Casa Citterio
Casa Citterio (antica dimora della nobile famiglia Curioni) è un palazzo Cinquecentesco situato in via Matteotti, nel centro storico. Nel cortile sono ancora visibili due finestre ogivali in cotto di finissima fattura e un soffitto a cassettoni.
Nel 1936 otto affreschi raffiguranti Bassiano Curioni e la sua famiglia, di cui non si conosce esattamente l'autore, ma attribuiti al De Predis, furono strappati dalle pareti del salone, trasferiti su tela e traslati nella collezione di Ottaviano Venier. Dal 1962, anno in cui furono venduti al comune di Milano, si trovano nel Castello Sforzesco di questa città.

#### Palazzo Visconti
Palazzo Visconti, costruzione nobiliare di epoca seicentesca, dal maestoso portale a bugnato, si erge nella piazza della chiesa prepositurale.
Di pianta a corte, cui si accede attraversando un androne a volte, il palazzo conserva una pavimentazione a ciottoli di fiume disposti a raggiera. Pregevole è il loggiato ligneo, posto al terzo piano del palazzo dalla parte del cortile.

#### Villa Bertieri

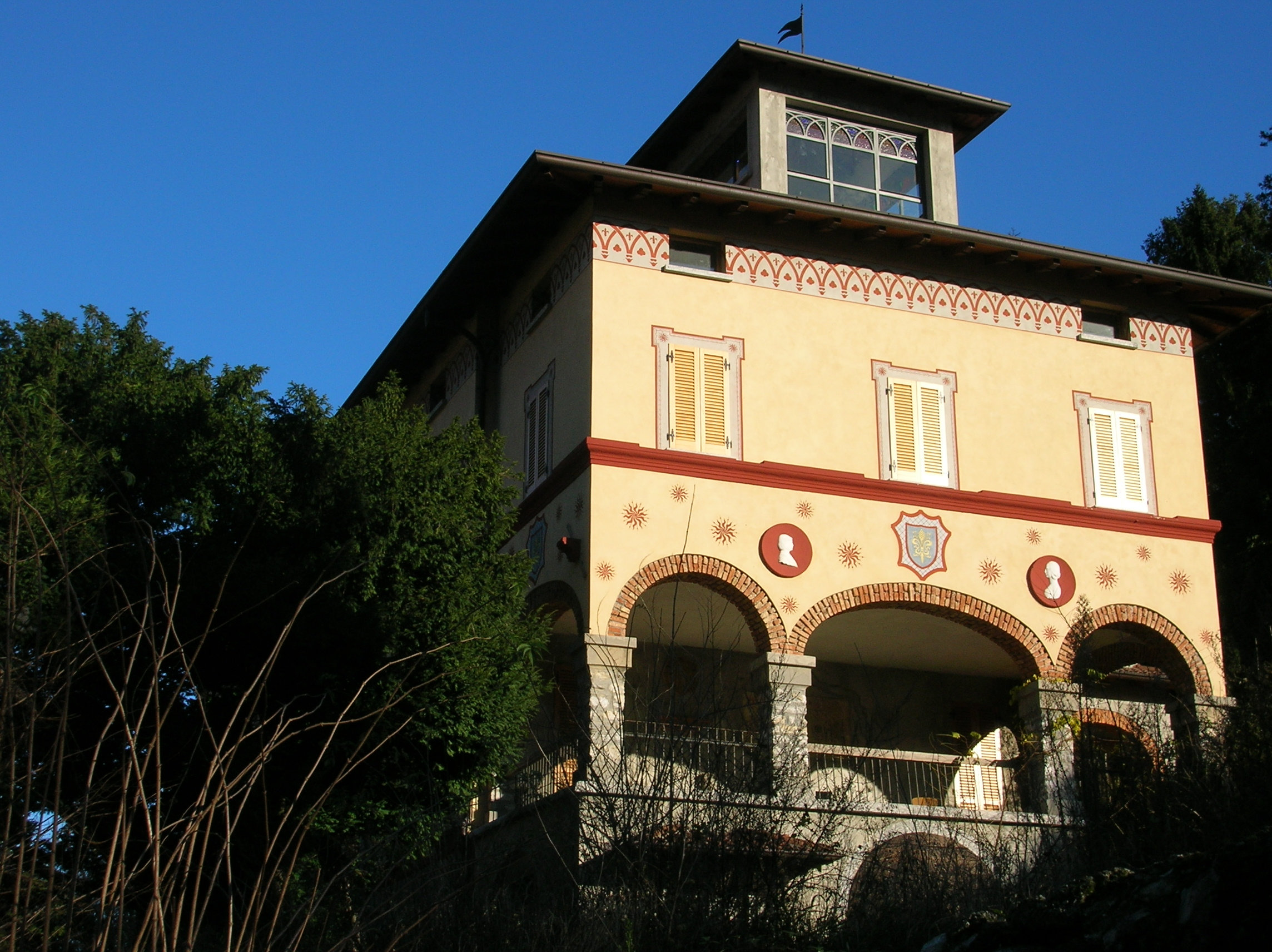
Il loggiato di Villa Bertieri

Villa Bertieri fu costruita nella prima metà del XIX secolo; sorge sul pendio di un monte, ai margini del centro abitato. Presenta un'architettura composita di più stili, arricchita da elementi che richiamano lo stile gotico. Possiede un bel loggiato a ovest ed è circondata da un parco.

#### Villa Oltolina
Villa Oltolina sorge accanto a una fabbrica tessile dell'Ottocento e rappresenta un buon esempio di connubio fra edificio residenziale e industriale. Il complesso villa-fabbrica ha subito opere di ammodernamento per adeguare alla necessità industriale l'esigenza abitativa.

#### Ex palazzo Scipiotti
L'ex palazzo Scipiotti, risalente agli anni a cavallo fra la fine del Cinquecento e l'inizio del Seicento sorge nel centro storico di Asso.
Il palazzo a tre piani è ancora sufficientemente conservato. La facciata è delimitata dal bugnato angolare e da un'alta fascia marcapiano, sulla quale si apre il portale centinato a grosse bugne; di forme tardomanieristiche, ha subito nel tempo alterazioni architettoniche barocchette, come testimoniano le cornici leggermente sagomate delle finestre superiori.

#### Villa Vita
Villa Vita si erge in posizione dominante ed è visibile già subito dopo Canzo; in stile eclettico, fu costruita alla fine del XIX secolo.
Il giardino si estendeva una volta fino alle case sottostanti: la strada di accesso giunge infatti fino all'imponente cancellata sulla strada per Bellagio, ora di minore importanza, ma che ad Asso costituiva l'arteria principale della circolazione del traffico prima che venisse costruita la circonvallazione.

#### Villa Romagnoli
A pianta lineare con due aree di servizio laterali, la villa fu restaurata durante il Novecento.

#### Antichi mulini
Situato in località Molini, il mulino Valsecchi è collocato in posizione trasversale rispetto al corso del Lambro, dal quale si deriva un canale che dall'alto alimenta una ruota in ferro.
Alimentata nella stessa maniera ma con il mulino posto in posizione parallela rispetto al fiume è la ruota idraulica del mulino dei Mauri, situato a Pagnano.
Del vecchio mulino Prato, un tempo associato a un filatoio, è ancora possibile osservare l'antica ruota in ferro, posta in riva al Lambro nel cortile di un edificio residenziale per anziani.

### Altri luoghi d'interesse

#### Cascata della Vallategna

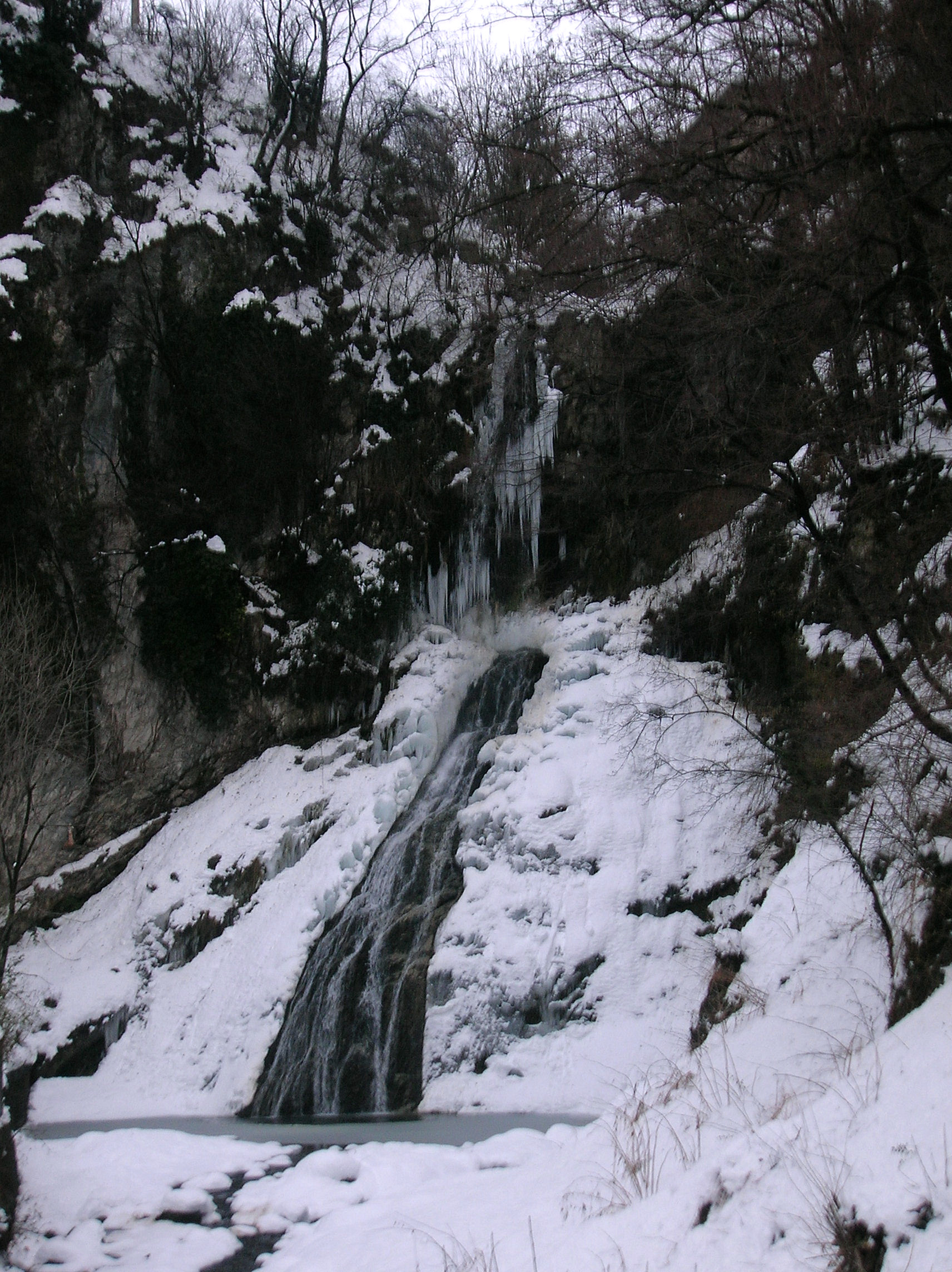
La cascata della Vallategna

La cascata della Vallategna segna il confine fra i comuni di Asso e Canzo, ma delimita anche la fine della Brianza e l'inizio della Valassina. È formata dal torrente Foce, che, subito dopo la cascata, sfocia nel Lambro.
Il 25 agosto 1818, Stendhal, con l'amico Vismara, arrivò ad Asso e rimase stupito dalle buone maniere di una signora che non si aspettava di incontrare «in un piccolo buco». Dalle memorie scritte nel suo Viaggio in Italia, si sa che si soffermò a parlare della Vallategna, del Ponte Oscuro e di un tentativo teatrale, e che ricordava al suo amico la cascata di Pissevache.
Secondo A. Amati (1868), a metà del secolo XIX le acque della cascata erano utilizzate "a dar moto a un grande torcitoio".

#### Ponte Oscuro

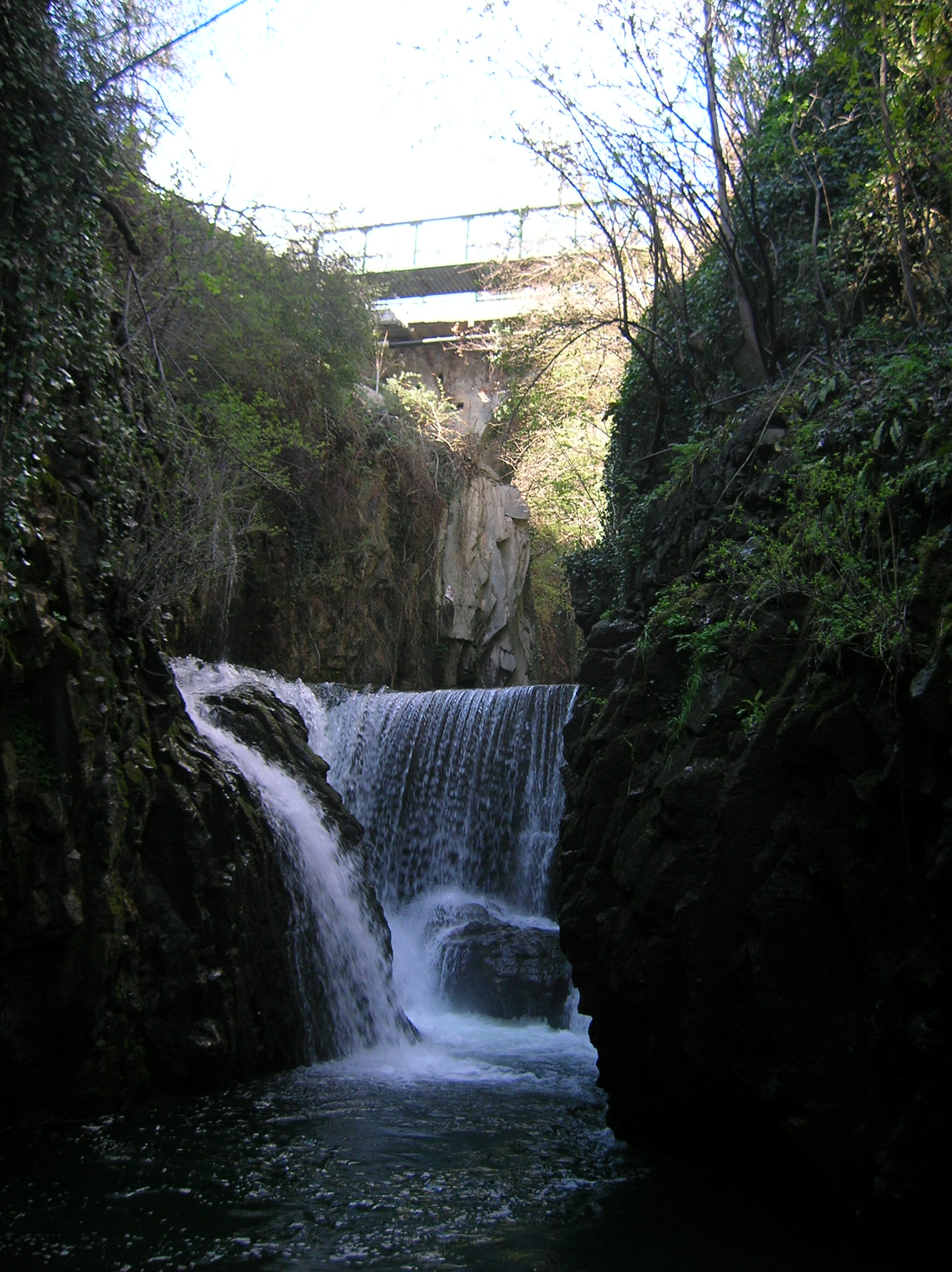
Il ponte Oscuro e la passerella del Fili visti dal fiume Lambro

Il ponte Oscuro attraversa il Lambro a un'altezza di circa dieci metri, non lontano dall'ex ospedale e dal setificio Corti. L'orrido su cui si affaccia è molto suggestivo, tanto che Stendhal lo ricordò così nel suo diario: 
(Stendhal, Viaggio in Italia)
Da poco è stato affiancato da una passerella pedonale, detta "del Fili", dedicata a Filiberto Berlinghieri, attore della locale compagnia teatrale dialettale I ass da Ass.

## Geografia antropica
Secondo lo Statuto comunale, la circoscrizione comunale è costituita dalla sede comunale Asso, dalle frazioni Pagnano e Scarenna e dalle località Gemù, Mudronno e Brazzova.

## Società

### Evoluzione demografica
- 629 nel 1751
- 1080 nel 1790[57]
- 795 nel 1799
- 1 234 nel 1805
- 2 696 nel 1809 dopo annessione di Pagnano, Rezzago, Valbrona e Visino, e poi anche Scarenna e Caslino
- 1 285 nel 1853
- 1 460 nel 1861
- 2 067 nel 1881 dopo le annessioni di Scarenna nel 1878 e di Pagnano Valassina nel 1880

Abitanti censiti

## Cultura

### Eventi

#### Festa del Cavallo
La Festa del Cavallo è un'importante manifestazione zootecnica organizzata dalla Comunità Montana del Triangolo Lariano insieme con il comune e la Pro Asso. Si svolge ogni primo sabato del mese di ottobre. L'idea della manifestazione nacque vent'anni fa da un appassionato di cavalli di razza avelignese, Emendi Delfino, e dall'allora presidente della Comunità Montana Flaminio Pagani.
L'iniziativa si svolge solitamente in due parti: nella prima, al mattino, vi sono le rassegne del cavallo avelignese, dei cavalli agricoli e dei cavalli da sella, ma anche di pony ecc., e l'esposizione delle attrezzature agricole; nella seconda, al pomeriggio, vi sono le cavalcate dei ragazzi, la cavalcata delle bandiere per le vie di Asso, e uno spettacolo equestre al campo sportivo dell'oratorio.

#### Festa di S. Apollonia
Pur essendo san Giovanni Battista il patrono del paese molto più importante è la celebrazione della festa di sant'Apollonia che si svolge il 9 febbraio in cui l'evento culminante è l'incendio del pallone di cotone realizzato dalle suore del convento di Maria Bambina nella chiesa prepositurale per ricordare il martirio della santa.
Durante tutta la giornata è possibile baciare il dente di santa Apollonia, protettrice dei denti e dei dentisti. La credenza popolare vuole che il rito prevenga da problemi ai denti durante tutto l'anno.
Nelle vie del paese si svolge la fiera con numerosi banchi di prodotti tipici della zona.

#### Festa di Pagnano
La festa del paese si svolge ogni anno durante la quarta domenica di luglio.

#### Festa di Primavera
Organizzata ogni anno dall'Associazione AssoIncontra, in collaborazione con l'Amministrazione comunale, le altre associazioni e i commercianti del paese, si svolge lungo le vie del centro storico. Vengono organizzate visite guidate ai monumenti assesi e numerose attività ludiche. Nel 2019 questa festa giungerà alla sua 5ª edizione.

## Economia

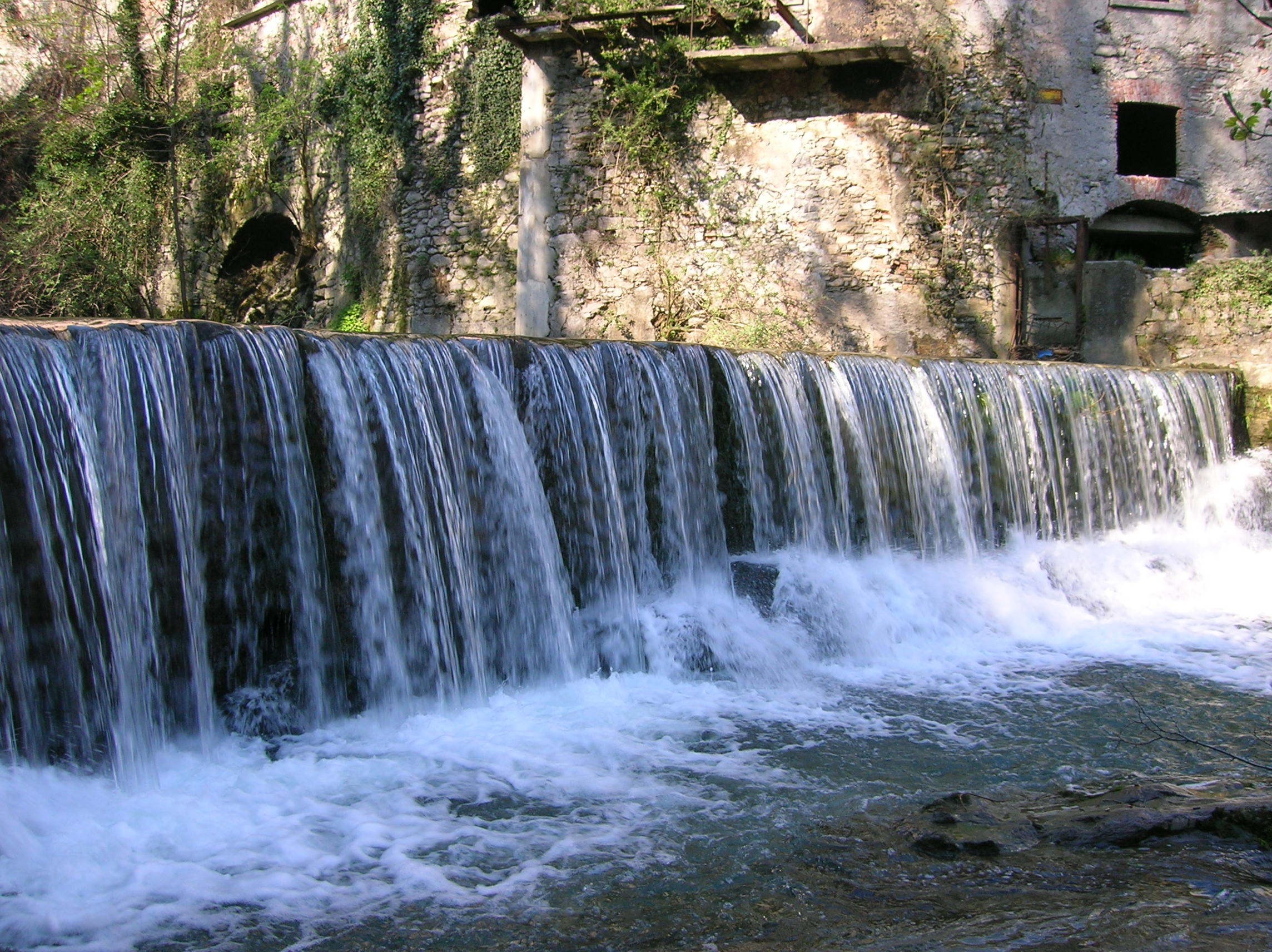
Una delle cascate artificiali sul Lambro che alimentava le prese d'acqua per i vari filatoi, diffusisi a partire dal XVIII secolo

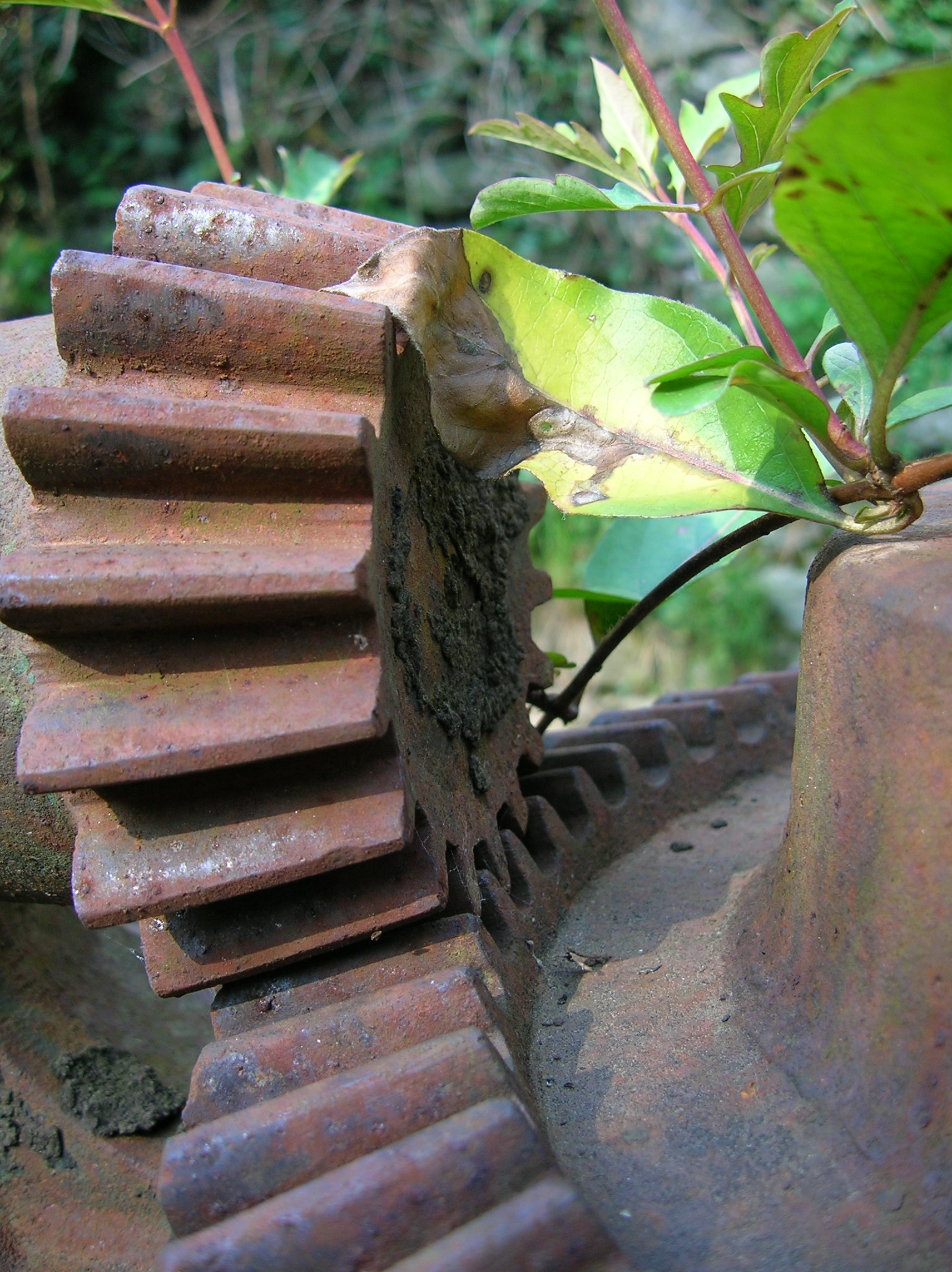
Particolare del meccanismo che regolava le chiuse per la presa d'acqua, ora inutilizzate

L'economia di Asso è stata sempre legata al fiume che l'attraversa, il Lambro. Oltre alle più recenti industrie tessili, una delle testimonianze più lampanti di questa interconnessione è la località Mulini.
Nel 1546 Asso era un importante luogo di transito, tanto che il marchese del Vasto, in nome del governo ducale, istituì un ufficio daziario con alcune guardie.
Una raccolta di dati statistici riferiti al 1574 sottolinea aspetti peculiari della società locale di alcuni paesi della comunità della Valassina, in particolare riguardo alle attività lavorative e alla composizione sociale. È interessante rilevare la presenza di donne nel mondo del lavoro. Secondo questa ricerca, il borgo di Asso era composto da centotrentaquattro fuochi per settecentoventi «anime». Il termine "fuoco" indicava un nucleo familiare, comprensivo di più famiglie imparentate che vivevano sotto lo stesso tetto. I gentiluomini erano cinque, più una gentildonna. I lavoratori erano centotrentaquattro, dei quali ventidue donne. La professione più diffusa era quella del domestico, con trenta segnalazioni. I braccianti erano sedici e i contadini che lavoravano la propria terra otto.
I titoli dei propri diritti al mercato furono prodotti dal borgo di Asso, su domanda del magistrato milanese, il 1º giugno 1678.
Nel XVIII secolo, in corrispondenza di un aumento delle attività tessili e, in particolare, seriche, testimoniata dall'ex filatoio di Cranno, alto quattro piani, presso la cascata della Vallategna, ad Asso si lavoravano panno, saglie e tele. Una fabbrica di filo di cotone con 84 operai, e un lanificio con 100 operai e 14.000 braccia di "grossa pannina" all'anno di produzione per l'ospedale di Milano, oltre ad alcune tintorie che lavorano per conto terzi, impiegando 150 uomini e 600 donne nel comparto serico, sono operanti anche all'inizio del XIX.
Il 10 novembre 1861 la Gazzetta della Provincia di Como pubblicò un articolo dal titolo Scuola domenicale in Asso sull'inaugurazione di una scuola domenicale per giovani operai e artigiani, volta al miglioramento dell'«imperfetta coltura, ricevuta nel passato nelle scuole elementari» per divenire «bravi operaj, onesti mercanti, e onorati artigiani coscienziosi del decoro cittadino e della patria».
Nel 1868 aprì ad Asso una filiale della Cassa di Risparmio, mentre due anni dopo nacque una società operaia di mutuo soccorso. Nel 1898, invece, le società di mutuo soccorso erano due e, oltre alla filiale, era attiva anche una banca popolare. La prima sede della filiale della Cassa di Risparmio delle Provincie Lombarde sorse ad Asso negli anni venti del XX secolo.
La fioritura in questi secoli delle attività manifatturiere portò alla nascita del complesso Prato, nel 1815, in via Romagnoli; lo stabilimento della torcitura, nel 1830 (ampliato nel XX secolo), vicino al ponte Oscuro; e il complesso Oltolina, nel 1888, operante tutt'oggi, a Scarenna, vicino al punt de la Fola.
Dal Novecento contribuisce in modo rilevante all'economia locale anche il turismo estivo.
Nel settore dell'artigianato è molto diffusa e rinomata la produzione di forbici.

## Infrastrutture e trasporti

### Ferrovie

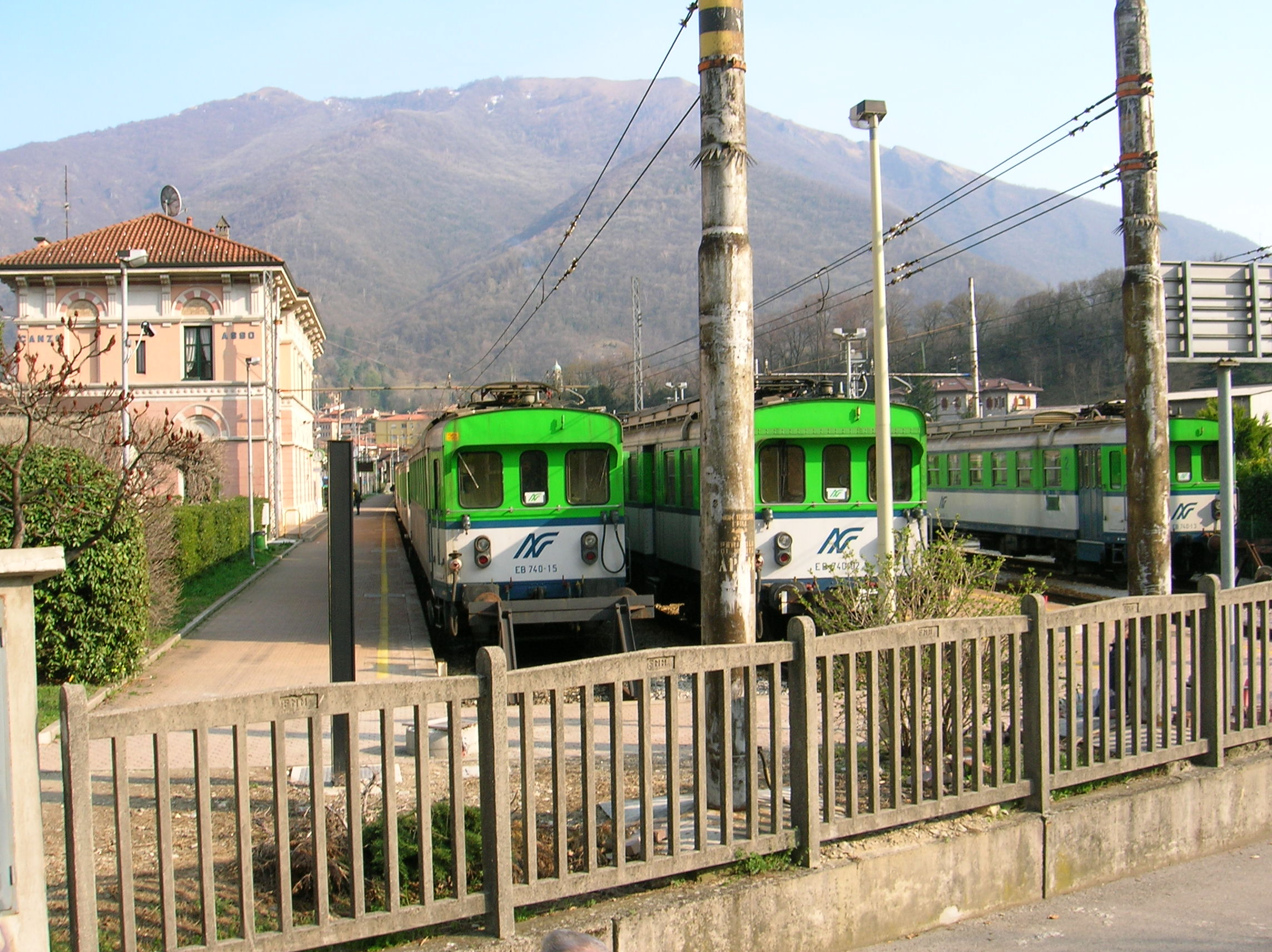
La stazione Ferrovie Nord Milano di Canzo-Asso

Una linea ferroviaria elettrica Milano-Erba-Canzo-Asso fu ipotizzata nel 1898, che, tuttavia, non era ancora realizzata nel 1908, nonostante impegni e sussidi. Il treno arrivava a Erba già dal 1879, ma non era mai stata realizzata la parte terminale, tanto che si diceva: Quant la légura la fa 'l tass / la végn la feruvìa a Ass ("quando la lepre fa il tasso, arriva la ferrovia ad Asso").
Nel 1893 venne presentato il progetto di prolungamento della Milano-Erba fino a Bellagio passando per Asso, Valbrona, Onno, Vassena e Limonta. La fermata di Asso era prevista sull'attuale campo da calcio o all'incirca dove oggi troviamo la caserma dei Carabinieri.
Il 15 giugno 1922 fu inaugurata, alla presenza dell'onorevole Venino, in rappresentanza del ministro dei lavori pubblici, la linea Milano-Seveso-Erba-Asso, lunga 50 chilometri, e la stazione di Canzo-Asso, situata appena fuori dal territorio assese, in piazza Verza a Canzo, ora della società Ferrovie Nord Milano; da allora l'edificio è rimasto inalterato. L'inaugurazione della stazione ferroviaria Canzo-Asso, posta entro il territorio del comune di Canzo, ma ubicata sul limitare del suo confine con Asso, fu rovinata da una scazzottata generale fra canzesi e assesi provocata dalle discussioni dovute al doppio riferimento del nome della stazione stessa. A essa venne data la doppia denominazione – oltre che per distinguerla dalla fermata di Canzo, prossima al centro del paese – in quanto si pensava che Asso avrebbe dovuto guadagnare la stessa espansione turistica di Canzo.
Questa linea collega Asso con Canzo, Caslino d'Erba, Ponte Lambro e Castelmarte, Erba, Mariano Comense, Meda, Seveso e Cesano fino alla stazione di Milano Cadorna. Da marzo 2011, con l'apertura del prolungamento della terza linea (gialla) della Metropolitana di Milano, è stata spostata la stazione di Milano Nord Affori sulla linea Asso - Milano Cadorna rendendo possibile ai viaggiatori l'interscambio con la metropolitana di Milano (stazione Affori FN).

### Strade

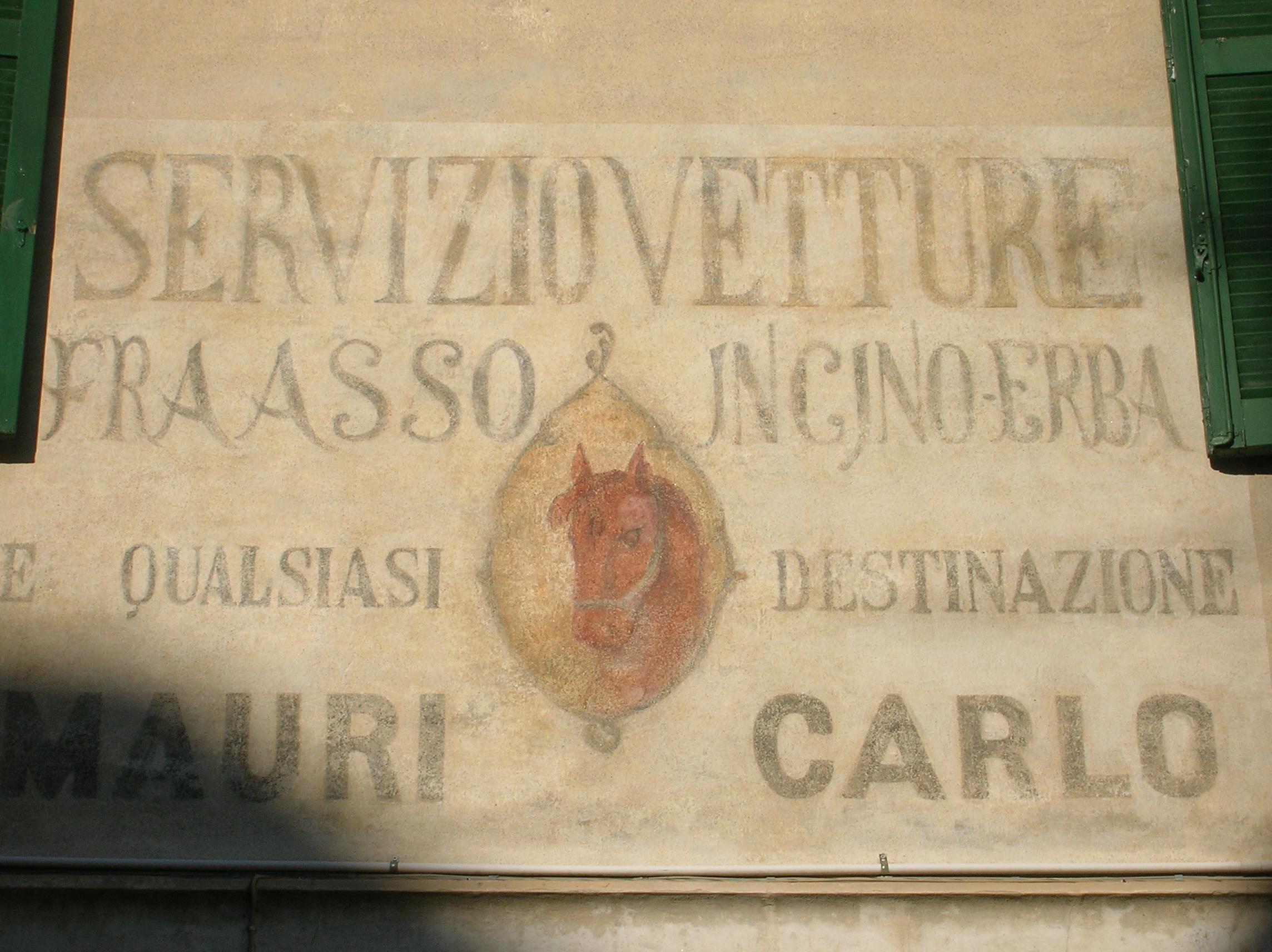
Affresco a fianco della chiesa del Santo Crocefisso che sponsorizza collegamenti in carrozza fra Asso e Incino-Erba

Le comunicazioni via terra, in Valassina, erano limitate fino all'inizio del XIX secolo a sentieri e mulattiere. Fu quindi una rivoluzione l'apertura di una strada carrozzabile, nel 1816, da Asso a Bellagio, fortemente voluta dai comuni interessati e, in particolare, dal marchese Lorenzo Trotti e da D. Carlo Venini, che sostituiva la vecchia mulattiera, a tratti difficilmente agibile persino dagli animali da soma. Questa strada allungò la già esistente strada fra Paina (a Giussano) e Asso, lunga ventitré chilometri, di un tratto lungo diciannove, costato in tutto 89.657 lire austriache. Il progetto era dell'ingegner Giovanni Butti.
Il 17 maggio 1905 venne costituita, a Milano, la Società per le autolinee Como-Erba-Incino e Incino-Canzo-Asso, capitale aumentabile di cinquecento lire, con presidente Giuseppe Visconti di Modrone. Il servizio prevedeva «eleganti vetture» con un motore da quattordici cavalli, senza piattaforma e con quattordici posti a sedere.
Il 12 febbraio 1906 fallì il primo tentativo di avvio delle linee a causa di una forte nevicata, che, tuttavia, partirono con regolarità nei giorni seguenti. Erano previste tre corse, andata e ritorno, da Erba ad Asso, con fermate a Incino, Longone e Canzo. La tratta Como-Asso costava due lire e sei, un prezzo certamente non popolare.
Alla prima corsa, la vettura uscì di strada per il ghiaccio lungo il lago del Segrino. Il 27 febbraio, a causa delle condizioni delle strade e della carenza di viaggiatori, la linea venne sospesa, per poi riprendere regolarmente alcuni giorni dopo.
Nel 1910 iniziarono i lavori della Onno-Valbrona-Asso, lunga cinque chilometri, di cui erano progettisti De Bernardi e Reina. Fu terminata l'anno successivo, con la galleria del Ceppo Palazzolo, e prolungata fino a Bellagio nel 1926, completando così l'anello occidentale della penisola lariana che partiva da Lecco.
Verso la fine degli anni cinquanta fu realizzata la circonvallazione e la galleria del Ceppo, appena sopra Asso: questa permise alle autovetture di non attraversare più il centro, snellendo così il traffico verso i paesi dell'alta Valassina e verso Bellagio.
Al giorno d'oggi, le autolinee della SPT collegano Asso, oltre che con Erba e Como, con i paesi irraggiungibili via treno, ossia Sormano, Caglio, Rezzago; Lasnigo, Barni, Magreglio, Civenna, Bellagio; Valbrona, Onno. È stata anche istituita, soprattutto per gli studenti, una linea che collega Asso e Lecco.
La linea Asso-Erba-Como, invece, era fino al 2004 di proprietà delle FNMA, mentre ora fa parte delle linee SPT. Tocca anche altri paesi: Canzo, Eupilio e Longone al Segrino.

## Amministrazione[76]
| Periodo           | Periodo           | Primo cittadino      | Partito                             | Carica  | Note                                                                    |
| ----------------- | ----------------- | -------------------- | ----------------------------------- | ------- | ----------------------------------------------------------------------- |
| 23 aprile 1995    | 9 luglio 1998     | Giorgio Gagliardi    | Coalizione di Centro                | sindaco | A seguito delle dimissioni rassegnate dalla maggioranza dei consiglieri |
| 29 novembre 1998  | 26 maggio 2003    | Giovanni Conti       | lista civica                        | sindaco |                                                                         |
| 26 maggio 2003    | 14 aprile 2008    | Giovanni Conti       | lista civica                        | sindaco |                                                                         |
| 14 aprile 2008    | 27 maggio 2013    | Maria Giulia Manzeni | lista civica                        | sindaco |                                                                         |
| 27 maggio 2013    | 31 maggio 2015    | Giovanni Conti       | Lista Civica Cittadini Indipendenti | sindaco | Il consiglio comunale è stato sciolto per il decesso del sindaco        |
| 31 maggio 2015    | 21 settembre 2020 | Giovanni Erba        | Lista Civica Insieme per Asso       | sindaco |                                                                         |
| 21 settembre 2020 | in carica         | Tiziano Aceti        | Lista Civica Rinnoviamo Asso        | sindaco |                                                                         |

### Gemellaggi
- Saint-Péray, dal 2001

### Esplicative
1. ↑   Etymological Dictionary of Proto-Celtic (PDF) (*ās-). Anche qualora si trattasse di un vocabolo pre-celtico (ligure), avrebbe lo stesso significato, derivando da una comune radice indoeuropea *h₁œh₃s.
2. ↑  Con un distacco di circa tremila anni dal secondo sito più antico, quello di Brazzova.
3. ↑  L'animosità fra assesi e canzesi era di lunga data, viene citata da L. Gualtieri di Brenna e Cesare Cantù, che ricordano una violenta zuffa nell'Epifania del 1804 e scrivono che, nei tempi precedenti, spesso a dar man forte arrivassero i rispettivi alleati della Valassina e della Corte di Casale si veda p. 1017 in Grande illustrazione del Lombardo-Veneto: ossia, Storia delle città, dei borghi, comuni, castelli, volume 3, per la società editrice A. Tranquillo Ronchi, 1858.

### Bibliografiche
1. 1 2   Bilancio demografico mensile anno 2025 (dati provvisori), su demo.istat.it, ISTAT.
2. 1 2   Comune di Asso - Statuto (PDF).
3. ↑   Classificazione sismica (XLS), su rischi.protezionecivile.gov.it.
4. ↑   Tabella dei gradi/giorno dei Comuni italiani raggruppati per Regione e Provincia (PDF), in Legge 26 agosto 1993, n. 412, allegato A, Agenzia nazionale per le nuove tecnologie, l'energia e lo sviluppo economico sostenibile, 1º marzo 2011,  p. 151. URL consultato il 25 aprile 2012 (archiviato dall'url originale il 1º gennaio 2017).
5. ↑   AA. VV., Dizionario di toponomastica. Storia e significato dei nomi geografici italiani., Milano, Garzanti, 1996,  p. 44, ISBN 88-11-30500-4.
6. ↑  Preambolo della pars civilis degli Statuta Communitatis Vallassinae (edizione del 1343).
7. 1 2 3 4 5 6 7 8 9 10 11 12 13 14 15 16 17 18 19 20  Borghese, pp. 82-83.
8. ↑   Etymological Dictionary of Proto-Celtic (PDF) (*genu-).
9. ↑  P. Ceruti, pp. 22-28.
10. ↑  F. Cani, La toponomastica storica del Triangolo lariano, p. 33.
11. ↑  P. Ceruti, p. 36.
12. ↑  P. Ceruti, pp. 17-21.
13. ↑  P. Ceruti, p. 28.
14. 1 2 3 4 5 6 7 8  Il Triangolo Lariano, p. 43.
15. ↑  P. Ceruti, pp. 32-33.
16. ↑  P. Ceruti, p. 70.
17. ↑  P. Ceruti, p. 105.
18. ↑  P. Ceruti, p. 225.
19. ↑  P. Ceruti, p. 235.
20. 1 2  P. Ceruti, p. 285.
21. ↑  P. Ceruti, p. 306.
22. ↑   Asso (Como) D.P.R. 13.02.2020 concessione di stemma e gonfalone, su presidenza.governo.it. URL consultato il 31 luglio 2022.
23. ↑   Decreto del Presidente della Repubblica (DPR) di concessione – 13/02/2020 (PDF).
24. ↑   Asso, su Stemmi dei Comuni della Provincia di Como.
25. ↑   Chiesa di S. Giovanni Battista - complesso, Piazza G. Mazzini - Asso (CO), su Architetture – Lombardia Beni Culturali. URL consultato il 27 aprile 2020.
26. ↑   Chiesa del Ss. Crocifisso - complesso, Piazza Mons. Rodolfo Ratti e Don Damiano Ratti - Asso (CO), su Architetture – Lombardia Beni Culturali. URL consultato il 27 aprile 2020.
27. 1 2 3 4  R.N., p. 2
28. 1 2 3  AA.VV., Una chiesa tra lago e montagne, p. 55.
29. ↑  R.N., p. 3
30. ↑  Guide della provincia di Como - il Triangolo lariano, p. 46.
31. ↑   Chiesa dei SS. Nazaro e Celso, Via Monti di Sera - Asso (CO), su Architetture – Lombardia Beni Culturali. URL consultato il 27 aprile 2020.
32. 1 2  Mappa di Asso
33. ↑  Guide della provincia di Como - il Triangolo lariano, p. 48
34. ↑  P. Ceruti, pp. 142-158.
35. ↑   Chiesa della Madonna dell'Aiuto, Via Vittorio Veneto - Asso (CO), su Architetture – Lombardia Beni Culturali. URL consultato il 27 aprile 2020.
36. ↑  Il Triangolo lariano, p. 47.
37. ↑  P. Ceruti, p. 195.
38. ↑  P. Ceruti, pp. 156-157.
39. ↑   Chiesa dell'Immacolata, Via Italia - Asso (CO), su Architetture – Lombardia Beni Culturali. URL consultato il 27 aprile 2020.
40. ↑   Chiesa della Madonna di Fatima, Asso (CO), su Architetture – Lombardia Beni Culturali. URL consultato il 27 aprile 2020.
41. ↑   Chiesa di S. Rocco, Via Monti di Sera - Asso (CO), su Architetture – Lombardia Beni Culturali. URL consultato il 27 aprile 2020.
42. ↑   Il castello e torre, su Comune di Asso.
43. ↑   La Torre, Asso (CO), su Architetture – Lombardia Beni Culturali. URL consultato il 27 aprile 2020.
44. 1 2   Luigi Mario Belloni, Renato Besana e Oleg Zastrow, Castelli basiliche e ville - Tesori architettonici lariani nel tempo, a cura di Alberto Longatti, Como - Lecco, La Provincia S.p.A Editoriale, 1991,  p. 54.
45. ↑   Casa Citterio, Via G. Matteotti, 19 - Asso (CO), su Architetture – Lombardia Beni Culturali. URL consultato il 27 aprile 2020.
46. ↑   Palazzo Visconti, Piazza Mons. Rodolfo Ratti e Don Damiano Ratti, 1 - Asso (CO), su Architetture – Lombardia Beni Culturali. URL consultato il 27 aprile 2020.
47. ↑   Asso - Villa Bertieri, su larioonline.it. URL consultato l'8 dicembre 2006 (archiviato dall'url originale il 10 maggio 2006)
48. ↑   Villa Oltolina - complesso, Via L. Oltolina, 10,12(p) - Asso (CO), su Architetture – Lombardia Beni Culturali. URL consultato il 27 aprile 2020.
49. ↑   Palazzo Scipiotti, Via G. Garibaldi, 5,7(p) - Asso (CO), su Architetture – Lombardia Beni Culturali. URL consultato il 27 aprile 2020.
50. 1 2  Il Triangolo Lariano, p. 49.
51. ↑   Villa Vita - complesso, Strada Provinciale per Bellagio, 26 - Asso (CO), su Architetture – Lombardia Beni Culturali. URL consultato il 27 aprile 2020.
52. ↑   Mulino Valsecchi, Località Molini, 5 - Asso (CO), su Architetture – Lombardia Beni Culturali. URL consultato il 27 aprile 2020.
53. ↑   Mulino dei Mauri, Località Molini, 9 - Asso (CO), su Architetture – Lombardia Beni Culturali. URL consultato il 27 aprile 2020.
54. ↑   Mulino Prato, Via Prato - Asso (CO), su Architetture – Lombardia Beni Culturali. URL consultato il 27 aprile 2020.
55. ↑  P. Ceruti, pp. 244-416.
56. ↑  Cfr p. 337 in Amato Amati, Dizionario corografico dell'Italia, vol. II C-Ci, Vallardi Editore, 1868.
57. ↑   Francesco Bombognini, Antiquario della diocesi di Milano : contenente diverse notizie storiche sacre e profane di tutte le parrocchie forensi distribuite in sei regioni : con un elenco delle chiese plebane e figliali e loro rispettiva popolazione, Milano, Stamperia di Luigi Veladini, 1790,  p. 242.
58. ↑  Dati tratti da:
  -  Popolazione residente dei comuni. Censimenti dal 1861 al 1991 (PDF), su ebiblio.istat.it, ISTAT.
  -  Popolazione residente per territorio – serie storica, su esploradati.censimentopopolazione.istat.it.
Nota bene: il dato del 2021 si riferisce al dato del censimento permanente al 31 dicembre di quell'anno.
59. ↑  P. Ceruti, p. 148.
60. ↑  P. Ceruti, p. 163.
61. ↑  P. Ceruti, p. 184.
62. ↑  P. Ceruti, p. 193.
63. ↑  P. Ceruti, p. 231.
64. ↑  P. Ceruti, p. 255.
65. ↑  P. Ceruti, p. 241, 257, 258 e 268.
66. ↑  P. Ceruti, p. 265.
67. ↑   Atlante cartografico dell'artigianato, vol. 1, Roma, A.C.I., 1985,  p. 14.
68. ↑  P. Ceruti, pp. 268, 270, 285.
69. ↑   La Storia corre sui binari: la ferrovia a Valbrona un sogno di fine '800 rimasto sulla carta (Fulvio Paredi).
70. ↑   100 anni Ferrovia Erba-asso (al minuto 32:52), su YouTube, Televallassina, 15 giugno 2022.
71. ↑  P. Ceruti, p. 245.
72. ↑  P. Ceruti, p. 269.
73. ↑  P. Ceruti, p. 271.
74. ↑  P. Ceruti, p. 272.
75. ↑  P. Ceruti, p. 325.
76. ↑   Storico Elezioni Comunali di Asso.